# 羅力威
羅力威（英語：Adason Lo，1986年6月9日—），是香港男創作歌手，2009年，參加第一屆《亞洲星光大道》贏得該屆總冠軍，簽約亞洲電視正式入行。由於多次成為單集第一名，故被稱為「冠軍王」。2012年簽約英皇娛樂，同年發行首張個人原創大碟。

## 背景
羅力威自幼學習鋼琴和小提琴，目前均達演奏級程度。中二赴紐西蘭留學，在奧克蘭就讀至高中畢業，回港任職亞洲電視兩年，隨後進入香港演藝學院修讀音響設計課程，2009年參加第一屆《亞洲星光大道》獲冠軍，簽約亞洲電視正式出道。
2010年，羅力威以新人並在未出碟情況下入圍2010年度叱咤樂壇流行榜頒獎典禮中「我最喜愛的男歌手」五強，並以《現實不重要》一曲入圍「我最喜愛的歌曲」五強，創下了頒獎禮的新記錄，成為樂壇一顆觸目新星。
2011年舉行兩場第一次個人音樂會，門票於一小時內沽清，成為未出個人大碟而舉行個唱的快速銷售紀錄保持者。
2012年2月，約滿亞視後簽約加盟英皇娛樂才正式灌錄唱片，推出第一張全自己創作個人大碟，憑首張大碟再度入圍2012年度叱咤樂壇流行榜頒獎典禮中「我最喜愛的男歌手」五強，而《雙子情歌》一曲則入圍「我最喜愛的歌曲」五強，獲得「叱咤樂壇生力軍男歌手金獎」，同時橫掃各媒體機構新人獎合共30多項。同年舉辦了5場個人演唱會。
出道至今，共推出3張全創作大碟、3張創作專輯、自創歌曲超過70首，部份更兼任填詞、編曲或監製。並在多個不同的演唱會演奏鋼琴、小提琴、二胡、口琴、大提琴等樂器，以粵語、英語、國語、日語、韓語演繹不同類型歌曲，充份展現他在各方面的音樂才華。如羅力威這類名符其實的原創作歌手，在香港可說是絕無僅有。
2023年2月約滿英皇娛樂。
| 播出日期   | 比賽主題            | 參賽歌曲                                                  | 分數  | 備註                                                            |
| ---------- | ------------------- | --------------------------------------------------------- | ----- | --------------------------------------------------------------- |
| 2009/07/19 | 人生當中的第一首歌  | 楓 （原唱：周杰倫）                                       | 62    | 第二高分 被稱有與原唱比較的水準                                 |
| 2009/08/02 | 一首歌，二人唱      | 翅膀 （原唱：林俊傑）                                     | 63    | 與羅迪龍合唱 該集最高分                                         |
| 2009/08/09 | 天堂HIGH歌 地獄悲歌 | 擱淺 （原唱：周杰倫）                                     | 71    | 該集最高分                                                      |
| 2009/08/16 | 飲歌                | Forever Love （原唱：王力宏）                             | 68    | 該集最高分                                                      |
| 2009/08/23 | 情歌                | 太美麗 （原唱：陶喆）                                     | 75    | 該集最高分                                                      |
| 2009/08/30 | 評判指定歌          | 黑色幽默 （原唱：周杰倫）                                 | 76    | 該集最高分                                                      |
| 2009/09/13 | 超偶踢館賽          | 說好的幸福呢 （原唱：周杰倫）                             | 73    | 與超偶幫謝俊奇PK（勝出） 該集最高分                             |
| 2009/09/20 | 星光家族踢館賽      | 你不在 （原唱：王力宏）                                   | 42.8  | 與超3選手陳怡帆PK（勝出） 採用超偶計分制                        |
| 2009/10/04 | K歌之王—廣東歌      | 假如真的有個約會 （原唱：蔣嘉瑩）                         | 69    | 該集最高分                                                      |
| 2009/10/11 | 電影金曲大激鬥      | 排山倒海 （原唱：張惠妹）                                 | 60.2  |                                                                 |
| 2009/10/25 | 過江龍踢館賽        | 男人不該讓女人流淚 （原唱：蘇永康）                       | 67.8  | 與張祖誠PK（落敗） 落入失敗區，順利晉級                         |
| 2009/11/08 | 失戀必唱歌          | 祝我生日快樂 （原唱：溫嵐）                               | 67.2  | 為達成一位患癌觀眾的心願而臨時改歌,患癌觀眾於2010年10月22日過身 |
| 2009/11/29 | 名師高徒八強踢館戰  | 現實不重要（自創歌）                                      | 80.5  | 與名師高徒選手金韓一PK（勝出） 該集最高分                       |
| 2009/12/06 | 冠軍爭霸戰          | 環節一（快歌）：曹操 （原唱：林俊傑）                     | 75    | —                                                               |
| 2009/12/06 | 冠軍爭霸戰          | 環節二（慢歌）：你把我灌醉 （原唱：黃大煒）               | 152   | 晉級                                                            |
| 2009/12/06 | 冠軍爭霸戰          | 環節三（半清唱）：You Raise Me Up （原唱：Secret Garden） | 83.6  | 晉級                                                            |
| 2009/12/06 | 冠軍爭霸戰          | 環節四（楊宗緯合唱）：背叛 （原唱：曹格）                 | 83.9  | 與楊宗緯合唱                                                    |
| 2009/12/06 | 冠軍爭霸戰          | 環節五（必殺歌）：尋找的是你（自創歌）                    | 172.9 | 冠軍                                                            |
| 2009/12/13 | 謝師宴              | 我說過要你快樂（原唱：吳國敬）                            | —     | 向吳國敬致敬                                                    |
| 2009/12/13 | 謝師宴              | 謝謝你（自創歌）                                          | —     | 向曾寶儀致敬 和星光家族合唱                                     |
| 2009/12/20 | 向歌迷致敬          | 背叛 （原唱：曹格）                                       | —     | 和亢帥克合唱                                                    |
| 2009/12/20 | 向歌迷致敬          | 不能說的秘密 （原唱：周杰倫）                             | —     | —                                                               |
| 2009/12/20 | 向歌迷致敬          | 唯獨你是不可取替 （原唱：許志安）                         | —     | —                                                               |
| 2009/12/20 | 向歌迷致敬          | 尋找的是你（自創歌）                                      | —     | —                                                               |
| 2009/12/20 | 向歌迷致敬          | 謝謝你（自創歌）                                          | —     | 和星光家族合唱                                                  |

## 感情生活
羅力威與藝人雨僑拍拖7年，至2018年2月5日，二人雙雙公佈於同年3月31日註冊結婚，婚禮於香港舉行。當天，二人於淺水灣舉行婚禮。而他的姐夫是前無綫電視新聞主播葉昇瓚。
2020年8月8日早上8時，妻子雨僑誕下女兒Harper。
2023年2月14日，妻子雨僑誕下兒子Harvey。

## 音樂作品

### 歌曲
| 年份 | 歌曲名稱                 | 主唱                                         | 作曲                           | 填詞                                                  | 編曲                      | 監製                      | 唱片                                     | 備註                                                 |
| ---- | ------------------------ | -------------------------------------------- | ------------------------------ | ----------------------------------------------------- | ------------------------- | ------------------------- | ---------------------------------------- | ---------------------------------------------------- |
| 2009 | 現實不重要（國）         | 羅力威                                       | 羅力威                         | 張文耀                                                | 黃兆銘、BC@宇宙大爆炸     | 張佳添@宇宙大爆炸         | 《亞洲星光大道》、《創造The Inventions》 | 亞視2010年劇集《正印出頭天》主題曲、片尾曲           |
| 2009 | 尋找的是你（國）         | 羅力威                                       | 羅力威                         | 張文耀                                                | 陳曙光、羅力威            | 陳曙光、 羅力威           | 《亞洲星光大道》、《羅力威》             | 亞視2010年劇集《正印出頭天》主題曲                   |
| 2009 | 媽媽（國）               | 羅力威                                       | 羅力威、劉宏遠                 | 羅力威、李雋青                                        | Nick Wong                 | 廖志華                    | 《L.L.V.II》                             | —                                                    |
| 2009 | 福音歌（粵）             | 羅力威                                       | 羅力威                         | 羅力威                                                | —                         | —                         | —                                        | 第一首作曲填詞主唱的粵語歌                           |
| 2009 | 哭著笑（國）             | 羅力威                                       | 羅力威                         | 張文耀                                                | —                         | —                         | —                                        | —                                                    |
| 2010 | 謝謝你（國）             | 星光家族                                     | 羅力威                         | 羅力威                                                | 楊鎮邦@宇宙大爆炸         | 張佳添@宇宙大爆炸         | 《亞洲星光大道》                         | —                                                    |
| 2010 | 寫一首歌（國）           | 星光家族                                     | 羅力威                         | 羅力威、張文耀                                        | 王文熙@宇宙大爆炸         | 張佳添@宇宙大爆炸         | 《亞洲星光大道》                         | 亞視《亞洲星光大道》主題曲                           |
| 2010 | 星光熠熠                 | 星光七強                                     | 張佳添、BC@宇宙大爆炸          | 黃敬佩@宇宙大爆炸                                     | BC@宇宙大爆炸             | 張佳添@宇宙大爆炸         | 《亞洲星光大道》                         | 2010年《3 Rock Your Dream 星光家族演唱會》主題曲     |
| 2010 | 紅不紅（國）             | 羅力威                                       | 羅力威                         | 羅力威                                                | 方國華                    | 方國華                    | 《羅力威》                               | —                                                    |
| 2010 | 情人季節（國）           | 羅力威                                       | 羅力威                         | 張文耀                                                | 方國華                    | 方國華                    | 《羅力威》                               | —                                                    |
| 2010 | 送給親愛的你（國）       | 羅力威                                       | 羅力威                         | 羅力威                                                | —                         | —                         | —                                        | —                                                    |
| 2010 | 生日快樂（國）           | 羅力威                                       | 羅力威                         | 羅力威                                                | —                         | —                         | —                                        | —                                                    |
| 2010 | 櫻花咒（國）             | 羅力威                                       | 羅力威                         | 伍頴欣                                                | 方國華                    | 方國華                    | 《羅力威》                               | —                                                    |
| 2010 | 片尾曲（國）             | 羅力威                                       | 羅力威                         | 張文耀                                                | Adrian Chan               | 舒文                      | 《羅力威》                               | —                                                    |
| 2010 | 跟爸爸吃飯（國）         | 陳蕾                                         | 羅力威、陳蕾                   | 陳蕾                                                  | —                         | —                         | —                                        | —                                                    |
| 2010 | 書劍恩仇錄               | 羅力威                                       | 顧嘉煇、方國華、羅力威改編     | 高山曦                                                | 方國華改編                | 方國華                    | —                                        | 亞視2010年劇集《書劍恩仇錄》主題曲                   |
| 2010 | 花無情（國）             | 羅力威                                       | 羅力威                         | 胡凱澄                                                | 方國華                    | 方國華                    | 《羅力威》                               | 亞視2010年劇集《書劍恩仇錄》片尾曲                   |
| 2011 | 睡不著（國）             | 羅力威                                       | 羅力威                         | 李焯雄                                                | 方國華                    | 方國華                    | 《羅力威》                               | 於《羅力威 Home Alone Live 2011》唱出未完整版本      |
| 2011 | 有所謂                   | 羅力威                                       | 羅力威                         | 李焯雄                                                | —                         | —                         |                                          | 曾於《羅力威 Home Alone Live 2011》唱出未完整版本    |
| 2011 | 從未忘記                 | 葉文輝                                       | 羅力威                         | 胡凱澄                                                | Alex Fung @ invisible man | Alex Fung @ invisible man | 《新城電台 Dreams Come True》            | 舞台劇《書籍》插曲                                   |
| 2012 | 全職宅男（國）           | 羅力威                                       | 羅力威                         | 伍頴欣                                                | 方國華                    | 方國華                    | 《羅力威》/《愛回憶CD5》                 | —                                                    |
| 2012 | 了不了                   | 羽翹（改名雨僑）                             | 羅力威                         | 梁柏堅                                                | 張家誠                    | 張家誠                    | 《認真你就輸了》                         | —                                                    |
| 2012 | 暗號llv（國）            | 羅力威                                       | 羅力威                         | 羅力威                                                | Larry Wong@Public Zoo     | 舒文                      | 《羅力威》                               | —                                                    |
| 2012 | 無所謂(國)               | 羅力威                                       | 羅力威                         | 李焯雄、陳立志                                        | Jim Ling @Zoo Music       | 舒文                      | 《羅力威》                               | —                                                    |
| 2012 | 初初                     | 古巨基                                       | 羅力威                         | 林若寧                                                | Jim Ling                  | 舒文、古巨基              | 《吿別我的戀人們》                       | -                                                    |
| 2012 | 雙子情歌                 | 羅力威Feat. LLV                              | 羅力威                         | 林夕                                                  | Johnny Yim                | 舒文                      | 《L.L.V.II》                             | 第一首自己創作的廣東歌派台                           |
| 2012 | 雙子情歌（合唱版）       | 羅力威、容祖兒                               | 羅力威                         | 林夕                                                  | Johnny Yim                | 舒文                      | L.L.V.II》/《愛回憶CD6》                 | 第一首合唱歌                                         |
| 2012 | 有祢已經足夠（國）       | 羅力威                                       | 羅力威                         | 楊熙                                                  | Jim Ling                  | 廖志華                    | 《天愛3:聖誕聯歡會》                     | 第一首正式公開的福音歌                               |
| 2013 | 三人行（改編）           | 羅力威                                       | Margie Adam                    | 林振強                                                | 羅力威、方國華            | 羅力威、廖志華            | 《L.L.V.II》                             | 於演藝學院為一舞台劇編曲時，曾以鋼琴將這經典重新編排 |
| 2013 | 大同                     | 羅力威                                       | 羅力威                         | 林若寧                                                | Jim Ling                  | 舒文                      | L.L.V.II》                               |                                                      |
| 2013 | 不平安夜                 | 羅力威                                       | 羅力威                         | 林若寧                                                | Johnny Yim                | 舒文                      | 《L.L.V.II》                             |                                                      |
| 2013 | 你你你                   | 羅力威                                       | 羅力威                         | 林若寧                                                | Larry Wong                | 舒文                      | 《L.L.V.II》                             |                                                      |
| 2013 | 小時代曲（國）           | 羅力威                                       | 羅力威                         | 周耀輝                                                | 藝琛                      | 廖志華                    | 《L.L.V.II》                             |                                                      |
| 2013 | 我不想寫（國）           | 羅力威                                       | 羅力威                         | 陳立志                                                | Larry Wong                | 廖志華                    | 《L.L.V.II》                             |                                                      |
| 2013 | 白色玫瑰（國）           | 羅力威                                       | 羅力威                         | 伍穎欣                                                | Damon Chui                | 舒文                      | 《L.L.V.II》                             |                                                      |
| 2013 | 耶穌哭了                 | 羅力威                                       | 羅力威                         | 高皓正                                                | Jason@ETERNITY            | 劉港源                    | 《天愛4》                                |                                                      |
| 2013 | 彩虹橋（國）             | 羅力威                                       | 羅力威                         | 羅力威                                                | Johnny Yim                | 舒文@Zoo Music            | 《創造 The Inventions》                  |                                                      |
| 2013 | 我猜（國）               | 羅力威                                       | 羅力威                         | 藍小邪                                                | 藝琛                      | 廖志華                    | 《創造 The Inventions》                  |                                                      |
| 2013 | Baby I Love You（國）    | 羅力威                                       | 羅力威                         | 羅力威                                                | Larry Wong                | 舒文@Zoo Music            | 《創造 The Inventions》                  |                                                      |
| 2013 | 如果說不愛你（國）       | 羅力威                                       | 羅力威                         | 伍頴欣                                                | Johnny Yim                | 廖志華                    | 《創造 The Inventions》                  |                                                      |
| 2013 | 向東流（國）             | 羅力威                                       | 羅力威                         | 周耀輝                                                | Edward Chan、黃兆銘@EMP   | Edward Chan、黃兆銘@EMP   | 《創造 The Inventions》                  |                                                      |
| 2013 | 看不見的距離（國）       | 羅力威                                       | 羅力威                         | 羅力威、多多@EMP                                      | Edward Chan               | Edward Chan、黃兆銘@emp   | 《創造 The Inventions》                  |                                                      |
| 2013 | 秋葉緣                   | 羅力威                                       | 羅力威                         | 林若寧                                                | Adrian Chan               | 舒文@Zoo Music            | 《創造 The Inventions》                  |                                                      |
| 2013 | 這夜的渡輪上             | 羅力威                                       | 羅力威                         | 小克                                                  | Gary Tong                 | Davy Chan                 | 《創造 The Inventions》                  |                                                      |
| 2013 | 我可以（國）             | 羅力威                                       | 羅力威                         | 林曉培                                                | C. Y. Kong                | Davy Chan                 | 《創造 The Inventions》                  |                                                      |
| 2014 | 星星的眼淚（國）         | 鍾欣潼、羅力威                               | 羅力威                         | 羅力威                                                | 奧斯卡                    | 陳磊                      | 《完整愛》                               | 微電影完整愛主題曲                                   |
| 2014 | 少年遊（國）             | 羅力威                                       | Johnny Yim                     | 周耀輝、何建宗                                        | Johnny Yim                | Johnny Yim                | 《Time Alone》                           |                                                      |
| 2014 | 潮水                     | 羅力威                                       | 羅力威                         | 李峻一                                                | 劉志遠                    | 劉志遠                    | 《Time Alone》                           |                                                      |
| 2014 | 你太貪玩（國）           | 羅力威                                       | 鍾竺樺                         | 崔恕                                                  | 劉志遠                    | 劉志遠                    | 《Time Alone》                           |                                                      |
| 2014 | 沒關係（國）             | 羅力威                                       | 甯浩基@Sense                   | 曰云@Sense                                            | Adrian Chan、甯浩基       | Adrian Chan               | 《Time Alone》                           |                                                      |
| 2015 | 就手軒羊咩咩咩           | 張敬軒、泳兒、洪卓立、鍾舒漫、羅力威、鍾舒祺 | 許冠傑、古曲、陳歌辛、五輪真弓 | 許冠傑、龐秋華、陳歌辛、羅寶生、鄭國江 改編詞：窮飛龍 | Kenix Cheang@Private Zoo  | 舒文@Zoo Music            | 《就手軒羊咩咩咩》                       |                                                      |
| 2015 | 和華麗有約               | 英皇群星                                     | Kenix Cheang@Private Zoo       | 周耀輝                                                | Kenix Cheang@Private Zoo  | 舒文@Zoo Music            | 《英皇15周年 和華麗有約》                |                                                      |
| 2015 | 無言守候（國）           | 陳偉霆                                       | 羅力威                         | 崔恕                                                  | 雷立                      | 譚旋                      | 陳偉霆《等等》                           | 電視劇少年四大名捕插曲                               |
| 2015 | 夏之咩（國）             | 羅力威                                       | 羅力威                         | 羅力威                                                | 伍仲衡                    | 伍仲衡                    | 《再生 Play Back》                       |                                                      |
| 2015 | 一花一世界               | 羅力威                                       | 羅力威                         | 林若寧                                                | 伍仲衡                    | 伍仲衡                    | 《再生 Play Back》                       |                                                      |
| 2015 | 聽電台的人               | 羅力威                                       | 羅力威                         | 李峻一                                                | 伍仲衡                    | 伍仲衡                    | 《再生 Play Back》                       |                                                      |
| 2015 | 未來還未來（國）         | 羅力威                                       | 羅力威                         | 李焯雄                                                | Terence Teo               | 伍仲衡                    | 《再生 Play Back》                       |                                                      |
| 2016 | 流淚的歌                 | 羅力威                                       | 羅力威                         | 羅力威                                                | 羅力威、黃兆銘            | 羅力威、廖志華            | 《The Frame》                            |                                                      |
| 2016 | 未來在等着現在的我（國） | 羅力威、余楓                                 | 徐浩                           | 龍魚指甲                                              | 徐浩                      | 廖志華                    | 《The Frame》                            | 中國好聲音香港區海選主題曲                           |
| 2016 | 在地球漫步（國）         | 羅力威                                       | 羅力威                         | 羅力威                                                | Terence Teo               | 伍仲衡                    | 《The Frame》                            | -                                                    |
| 2016 | 遠遠的愛（國）           | 羅力威                                       | 羅力威                         | 姚若龍                                                | Ted Lo、伍仲衡            | 伍仲衡                    | 《The Frame》                            | -                                                    |
| 2016 | 蝴蝶                     | 許靖韻                                       | 羅力威                         | 潘源良                                                | 伍仲衡                    | 伍仲衡                    | 《大個之後》                             | -                                                    |
| 2017 | 古董車（國）             | 羅力威                                       | 羅力威                         | 葛大為                                                | Jerald Chan               | Jerald Chan               | 《愛回憶CD5》                            | -                                                    |
| 2017 | 日落大道                 | 羅力威                                       | 羅力威                         | 陳智霖                                                | Johnny Yim                | 羅力威、側田              | 《愛回憶CD3》                            | —                                                    |
| 2018 | 嫁給我                   | 羅力威                                       | 羅力威                         | 羅力威                                                | 羅力威                    | 羅力威                    | 《愛回憶CD1》                            | —                                                    |
| 2018 | 晴空塔                   | 雨僑 Feat. 羅力威                            | 羅力威                         | 雨僑、陳智霖                                          | 周錫漢、黃兆銘            | 周錫漢                    | —                                        | —                                                    |
| 2018 | 海女                     | 龔柯允                                       | 羅力威                         | 陳智霖                                                | 李乃剛                    | 羅力威                    | —                                        | —                                                    |
| 2019 | 變幻人生                 | 羅力威                                       | 羅力威                         | 羅力威/方浩權/陳智霖                                  | 譚健文/Pandora/羅力威     | 譚健文/羅力威             | 《愛回憶CD1》                            | —                                                    |
| 2019 | 星光                     | 羅力威                                       | 羅力威                         | 方浩權                                                | Johnny Yim                | 譚健文/羅力威             | —                                        | —                                                    |
| 2019 | 時刻（國）               | 關心妍                                       | 羅力威                         | 王雅君                                                | 陳俊廷                    | 陳俊廷                    | 《Emergence》                            | —                                                    |
| 2020 | 仙水                     | 羅力威                                       | 羅力威                         | 陳智霖                                                | 黃兆鉻                    | 譚健文/羅力威             | —                                        | —                                                    |
| 2020 | 旅行娃娃                 | 羅力威                                       | 羅力威                         | 方浩權                                                | 譚健文/羅力威/Pandora     | 譚健文/羅力威             | —                                        | 雙單曲                                               |
| 2020 | 廢物女友                 | 羅力威                                       | 羅力威                         | 陳智霖                                                | Pandora                   | 譚健文/羅力威             | —                                        | 雙單曲                                               |
| 2021 | 好情人                   | 譚嘉儀                                       | 羅力威                         | 譚嘉儀                                                | 褚鎮東                    | 譚耀倫 譚嘉儀             | —                                        |                                                      |
| 2021 | 那些傷我也有過           | 關心妍                                       | 羅力威                         | 彭嘉維                                                | Johnny Yim                | Johnny Yim                | 《Emergence》                            |                                                      |
| 2024 | 天堂是回頭才看到的       | 羅力威                                       | 高皓正                         | 高皓正                                                | Ludwig 林樂偉             | 高皓正                    | —                                        | 使徒行傳教會主題                                     |
| 2025 | 悠揚一曲                 | 羅力威                                       | 羅力威                         | 羅力威                                                | 羅力威                    | BaauZaa / 羅力威          |                                          |                                                      |

### 大碟/EP
| 專輯 | 專輯名稱           | 專輯類型 | 發行日期       | 發行商   | 曲目 |
| ---- | ------------------ | -------- | -------------- | -------- | --- |
| 1st  | 羅力威（香港版）   | 大碟     | 2012年6月29日  | 英皇娛樂 | 曲目 1. 全職宅男（國語） 2. 紅不紅（國語） 3. 櫻花咒（國語） 4. 情人季節（國語） 5. 無所謂（國語） 6. 睡不著（國語） 7. 尋找的是你（新版國語） 8. 片尾曲（國語） 9. 暗號llv（國語） 10. 花無情（國語）                      |
| 1st  | 全職宅男（內地版） | 大碟     | 2012年6月29日  | 英皇娛樂 | 曲目 1. 全職宅男（國語） 2. 紅不紅（國語） 3. 櫻花咒（國語） 4. 情人季節（國語） 5. 無所謂（國語） 6. 睡不著（國語） 7. 尋找的是你（新版國語） 8. 片尾曲（國語） 9. 暗號llv（國語） 10. 花無情（國語）                      |
| 2nd  | L.L.V. II          | 大碟     | 2013年1月31日  | 英皇娛樂 | 曲目 1. 大同（廣東） 2. 雙子情歌（廣東） 3. 三人行（廣東） 4. 不平安夜（廣東） 5. 你你你（廣東） 6. 小時代曲（國語） 7. 我不想寫（國語） 8. 媽媽（國語） 9. 白色玫瑰（國語） 10. 雙子情歌（容祖兒合唱）（廣東）             |
| 3rd  | 創造 Inventions    | 大碟     | 2013年12月23日 | 英皇娛樂 | 曲目 1. 彩虹橋（國語） 2. 我猜（國語） 3. Baby I Love You （國語） 4. 如果說不愛你（國語） 5. 現實不重要（新版國語） 6. 向東流（國語） 7. 看不見的距離（國語） 8. 秋葉緣（廣東） 9. 這夜的渡輪上（廣東） 10. 我可以（國語） |
| 4th  | Time Alone         | EP       | 2014年12月5日  | 英皇娛樂 | 曲目 CD 1. 少年遊（國語） 2. 潮水（廣東） 3. 你太貪玩（國語） 4. 沒關係（國語） DVD 1. 少年遊（國語）MV 2. 潮水（廣東）MV 3. 你太貪玩（國語）MV                                                                             |
| 5th  | 再生 Play back     | EP       | 2015年6月3日   | 英皇娛樂 | 曲目 CD 1. 夏之咩（國語） 2. 一花一世界（廣東） 3. 聽電台的人（廣東） 4. 未來還未來（國語） DVD 1. 夏之咩（國語）MV 2. 一花一世界（廣東）MV 3. 聽電台的人（廣東）MV                                                         |
| 6th  | The Frame          | EP       | 2016年6月28日  | 英皇娛樂 | 曲目 CD 1. 流淚的歌（廣東） 2. 在地球漫步（國語） 3. 遠遠的愛（國語） 4. 未來在等著 現在的我（國語） DVD 1. 流淚的歌（廣東）MV 2. 在地球漫步（國語）MV 3. 遠遠的愛（國語）MV 4. 未來在等著 現在的我（國語）MV               |

### 演唱會專輯
| 專輯 | 專輯名稱                                              | 專輯類型 | 發行日期      | 發行商   | 曲目 |
| ---- | ----------------------------------------------------- | -------- | ------------- | -------- | --- |
| 1st  | 羅力威2012 Intimate Live DVD+CD (另設Special Version) | 大碟     | 2012年9月27日 | 英皇娛樂 | 曲目 DVD/CD 1 1. 睡不著 2. 櫻花咒 3. 現實不重要 4. 你不知道的事 5. 尋找的是你 6. 太美麗 7. 花無情 8. 曾經太年輕 9. 假如真的再有約會 10. 今生不再 11. Let's Get Wet 12. 我要玩 13. 你是如此難以忘記 14. 讓我暖一些 DVD/CD 2 1. 你把我灌醉 2. 從未忘記 3. 情人季節 4. 紅不紅 5. 暗號IIV 6. 「峰」騷打氣 7. 無所謂 8. 片尾曲 9. 全職宅男 Bonus Track 1. 獨男（古巨基合唱） 2. K歌之王（洪卓立合唱） 3. 啞巴（洪卓立） |

### 合輯
| 專輯 | 專輯名稱                                | 專輯類型 | 發行日期                               | 發行商   | 收錄曲目 |
| ---- | --------------------------------------- | -------- | -------------------------------------- | -------- | --- |
| 1st  | 亞洲星光大道                            | 大碟     | 2010年3月1日 （2月10日星光演唱會預售） | 亞洲電視 | 曲目 1. 現實不重要 7. 星光熠熠（與星光七強合唱） 8. 尋找的是你 9. 寫一首歌（與星光家族合唱） 10. 謝謝你（與星光家族合唱） |
| 2nd  | LOVE 10情歌集壓軸篇                     | 大碟     | 2010年12月17日                         | 環球唱片 | 曲目 CD2：11. 現實不重要 |
| 3rd  | 英皇七十週年音樂強陣專輯                | 大碟     | 2012年9月6日                           | 英皇娛樂 | 曲目 CD2：16. 全職宅男 |
| 4th  | 天愛3: 聖誕聯歡會                       | 大碟     | 2012年12月18日                         | 英皇娛樂 | 曲目 5. 有祢已經足夠（國） |
| 5th  | 戀愛部落                                | 大碟     | 2013年4月29日                          | 英皇娛樂 | 曲目 CD2：3. 無所謂 |
| 6th  | 天愛4                                   | 大碟     | 2013年10月28日                         | 英皇娛樂 | 曲目 5. 耶穌哭了 |
| 7th  | 年度熱愛2013                            | 大碟     | 2013年11月4日                          | 英皇娛樂 | 曲目 CD2 7. 三人行 14. 雙子情歌（容祖兒合唱） |
| 8th  | 完整愛（鍾欣潼）                        | EP       | 2014年6月19日                          | 英皇娛樂 | 曲目 CD：3. 星星的眼淚（鍾欣潼合唱） |
| 9th  | 就手軒羊咩咩咩                          | 大碟     | 2015年1月28日                          | 英皇娛樂 | 曲目 CD：1. 就手軒羊咩咩咩（張敬軒、泳兒、洪卓立、鍾舒漫、鍾舒祺合唱） |
| 10th | 群星雲集 華麗見證 英皇 · 娛樂萬家十五載 | 大碟     | 2015年4月23日                          | 英皇娛樂 | 曲目 CD：1 01. 英皇群星 - 和華麗有約 14.全職宅男 CD：3 16. 英皇群星 - 和華麗有約（國語） DVD 01. 英皇群星 - 和華麗有約（粵語）MV 02. 英皇群星 - 和華麗有約（國語）MV 03. 15周年慶典花絮 i) MV製作花絮 ii) 記者會 iii) 真係架？ iv) Greeting |
| 11th | 我不要Lonely Christmas                  | 大碟     | 2015年12月4日                          | 英皇娛樂 | 曲目 CD： 24.不平安夜 |
| 12th | 英皇15周年和和麗有約澳門演唱會          | 大碟     | 2016年1月4日                           | 英皇娛樂 | 曲目 DVD & CD： 05.全職宅男 |
| 13th | Aspirations                             | 大碟     | 2016年1月8日                           | 英皇娛樂 | 曲目 CD： 05.夏之咩 |
| 14th | 二龍爭姝賀金猴                          | 大碟     | 2016年1月23日                          | 英皇娛樂 | 曲目 DVD & CD： 1. 二龍爭姝賀金猴 （盧海鵬、羅家英、麥玲玲、泳兒、洪卓立、鍾舒漫、羅力威、洪杰、許靖韻、陳凱彤） 2. 就手軒羊咩咩咩 （張敬軒、泳兒、洪卓立、鍾舒漫、羅力威、鍾舒祺）                                                         |

### 派台歌曲成績
| 派台歌曲成績（四台）      | 派台歌曲成績（四台）      | 派台歌曲成績（四台） | 派台歌曲成績（四台） | 派台歌曲成績（四台） | 派台歌曲成績（四台） | 派台歌曲成績（四台）                               | 派台歌曲成績（四台）                               |
| ------------------------- | ------------------------- | -------------------- | -------------------- | -------------------- | -------------------- | -------------------------------------------------- | -------------------------------------------------- |
| 唱片                      | 歌曲                      | 903                  | RTHK                 | 997                  | TVB                  | 備註                                               | 備註                                               |
| 2010年                    |                           |                      |                      |                      |                      |                                                    |                                                    |
| 亞洲星光大道              | 現實不重要（國）          | 15                   | 3                    | 3                    | ×                    |                                                    |                                                    |
| 亞洲星光大道              | 星光熠熠                  | -                    | -                    | -                    | ×                    | 與亢帥克、蔡梓銘、陳蕾、古卓文、冼棨豪、李昊嘉合唱 | 與亢帥克、蔡梓銘、陳蕾、古卓文、冼棨豪、李昊嘉合唱 |
| 羅力威                    | 情人季節（國）            | -                    | -                    | -                    | ×                    | 新城國語力：1                                      | 新城國語力：1                                      |
| 2012年                    |                           |                      |                      |                      |                      |                                                    |                                                    |
| 羅力威                    | 全職宅男（國）            | 4                    | 7                    | 2                    | -                    | 新城國語力：1                                      | 新城國語力：1                                      |
| 羅力威                    | 暗號llv（國）             | 11                   | 3                    | -                    | -                    |                                                    |                                                    |
| 羅力威                    | 無所謂（國）              | 2                    | -                    | 4                    | -                    | 另派Live Version                                   | 另派Live Version                                   |
| 羅力威                    | 片尾曲（國）              | -                    | -                    | -                    | -                    | 新城國語力：7                                      | 新城國語力：7                                      |
| L.L.V. II                 | 雙子情歌                  | 4                    | 3                    | 7                    | -                    | Featuring LLV                                      | Featuring LLV                                      |
| L.L.V. II                 | 雙子情歌（合唱版）        | 1                    | 3                    | 2                    | 2                    | 與容祖兒合唱 全球華語歌曲排行榜：1 首支冠軍歌      | 與容祖兒合唱 全球華語歌曲排行榜：1 首支冠軍歌      |
| 2013年                    |                           |                      |                      |                      |                      |                                                    |                                                    |
| L.L.V. II                 | 三人行                    | 16                   | 3                    | 1                    | 1                    |                                                    |                                                    |
| L.L.V. II                 | 小時代曲（國）            | -                    | 12                   | 4                    | 2                    | 新城國語力：1                                      | 新城國語力：1                                      |
| 創造                      | 如果說不愛你（國）        | -                    | 15                   | 2                    | 2                    | 新城國語力：1 TVB8: 1                              | 新城國語力：1 TVB8: 1                              |
| 2014年                    |                           |                      |                      |                      |                      |                                                    |                                                    |
| 創造                      | 看不見的距離（國）        | 13                   | 11                   | 1                    | -                    | 新城國語力: 1 岷江音樂台：1                        | 新城國語力: 1 岷江音樂台：1                        |
| 創造                      | 彩虹橋（國）              | 10                   | 17                   | 4                    | 5                    | 新城國語力: 3 TVB8: 3 岷江音樂台：1                | 新城國語力: 3 TVB8: 3 岷江音樂台：1                |
| 完整愛                    | 星星的眼淚（國）          | -                    | 16                   | -                    | 1                    | 與鍾欣潼合唱 新城國語力：1 TVB8: 1                 | 與鍾欣潼合唱 新城國語力：1 TVB8: 1                 |
| Time Alone                | 少年遊（國）              | 16                   | -                    | -                    | 1                    | 新城國語力: 2 TVB8：2                              | 新城國語力: 2 TVB8：2                              |
| 2015年                    |                           |                      |                      |                      |                      |                                                    |                                                    |
| Time Alone                | 潮水                      | -                    | 6                    | 3                    | 1                    |                                                    |                                                    |
| 就手軒羊咩咩咩            | 就手軒羊咩咩咩            | 12                   | -                    | -                    | -                    | 與張敬軒、泳兒、洪卓立、 鍾舒漫、鍾舒祺合唱        | 與張敬軒、泳兒、洪卓立、 鍾舒漫、鍾舒祺合唱        |
| 英皇15周年 和華麗有約     | 和華麗有約（粵）          | -                    | -                    | -                    | 5                    | 與英皇群星合唱                                     | 與英皇群星合唱                                     |
| 英皇15周年 和華麗有約     | 和華麗有約（國）          | -                    | -                    | -                    | -                    | 與英皇群星合唱                                     | 與英皇群星合唱                                     |
| 再生                      | 夏之咩（國）              | 7                    | 15                   | -                    | -                    | 新城國語力：2 TVB8: 1 岷江音樂台: 10               | 新城國語力：2 TVB8: 1 岷江音樂台: 10               |
| 再生                      | 聽電台的人                | 19                   | -                    | -                    | 5                    | 新城勁爆勵志‧兒歌榜：2 音樂先鋒榜：3               | 新城勁爆勵志‧兒歌榜：2 音樂先鋒榜：3               |
| 2016年                    |                           |                      |                      |                      |                      |                                                    |                                                    |
| 二龍爭姝賀金猴            | 二龍爭姝賀金猴            | 15                   | 18                   | -                    | 3                    | 與英皇群星合唱                                     | 與英皇群星合唱                                     |
| The Frame                 | 流淚的歌                  | -                    | -                    | -                    | 6                    | 加拿大至HIT中文歌曲排行榜：1                       | 加拿大至HIT中文歌曲排行榜：1                       |
| The Frame                 | 未來在等著 現在的我（國） | -                    | -                    | -                    | -                    | 與余楓合唱 TVB8：7                                 | 與余楓合唱 TVB8：7                                 |
| The Frame                 | 在地球漫步（國）          | -                    | -                    | 20                   | -                    | TVB8：1                                            | TVB8：1                                            |
| 2017年                    |                           |                      |                      |                      |                      |                                                    |                                                    |
| 愛∙回憶108 新曲+精選 2018 | 古董車（國）              | 17                   | -                    | 14                   | -                    | TVB8：1                                            | TVB8：1                                            |
| 愛∙回憶108 新曲+精選 2018 | 日落大道                  | -                    | -                    | 12                   | -                    | hmv PLAY 本週新歌排行榜：3                         | hmv PLAY 本週新歌排行榜：3                         |
| 2018年                    |                           |                      |                      |                      |                      |                                                    |                                                    |
| 愛∙回憶108 新曲+精選 2020 | 嫁給我                    | 11                   | 3                    | 5                    | 1                    | 加拿大至HIT中文歌曲排行榜：1                       | 加拿大至HIT中文歌曲排行榜：1                       |
| 2019年                    |                           |                      |                      |                      |                      |                                                    |                                                    |
| 愛∙回憶108 新曲+精選 2020 | 變幻人生                  | -                    | -                    | 10                   | -                    |                                                    |                                                    |
|                           | 星光                      | 20                   | -                    | -                    | 4                    | 加拿大至HIT中文歌曲排行榜：1                       | 加拿大至HIT中文歌曲排行榜：1                       |
| 2020年                    |                           |                      |                      |                      |                      |                                                    |                                                    |
|                           | 仙水                      | 2                    | 7                    | 10                   | 1                    |                                                    |                                                    |
| 派台歌曲成績（五台）      |                           |                      |                      |                      |                      |                                                    |                                                    |
| 唱片                      | 歌曲                      | 903                  | RTHK                 | 997                  | TVB                  | ViuTV                                              | 備註                                               |
| 2020年                    |                           |                      |                      |                      |                      |                                                    |                                                    |
|                           | 旅行娃娃                  | -                    | 3                    | 12                   | -                    | -                                                  | 加拿大至HIT中文歌曲排行榜：10                      |
|                           | 廢物女友                  | -                    | -                    | -                    | -                    | -                                                  |                                                    |
| 2025年                    |                           |                      |                      |                      |                      |                                                    |                                                    |
|                           | 悠揚一曲                  | -                    | 10                   | -                    | -                    | -                                                  |                                                    |

| 各台冠軍歌總數 | 各台冠軍歌總數 | 各台冠軍歌總數 | 各台冠軍歌總數 | 各台冠軍歌總數 | 各台冠軍歌總數    | 各台冠軍歌總數    | 各台冠軍歌總數 |
| -------------- | -------------- | -------------- | -------------- | -------------- | ----------------- | ----------------- | -------------- |
| 四台a          | 903            | RTHK           | 997            | TVB            | 備註              | 備註              | 備註           |
| 四台a          | 1              | 0              | 2              | 6              | 四台冠軍歌總數：0 | 四台冠軍歌總數：0 |                |
| 五台b          | 903            | RTHK           | 997            | TVB            | ViuTV             | 備註              |                |
| 五台b          | 0              | 0              | 0              | 0              | 0                 | 五台冠軍歌總數：0 |                |

- （*）仍在榜上
- （-）未能上榜
- （×）沒有派往該台
- ^  注解a：包括2020年後的冠軍歌曲
- ^  注解b：2020年起

## 演出作品

### 電影
- 2012年8月24日：《喜愛夜蒲2》飾演 阿威
- 2013年8月28日：《歲月如歌》飾演 adason（微電影）
- 2014年6月9日：《完整愛》飾演 阿威（微電影）

### 廣播劇
- 2012年9月3日-13日 ：新城電台《消失的子彈》廣播劇   飾演: 小五
- 2015年6月29日-7月9日 ：商業電台《邊個漏低咗部電話喺直播室》廣播劇   飾演: 呀威

### 網絡節目
- 2011年：「夠Yeah （034426/http://www.goyeah.com/ 页面存档备份，存于）」星星72變：每集擔任香港不同的職業，為觀眾介紹一些大家不清楚或薪金不高的工作。

### 音樂影片MV
| 歌手                                                                        | 歌曲名稱             | 發放日期       | 參與成員                                                                    | 製作單位              |
| --------------------------------------------------------------------------- | -------------------- | -------------- | --------------------------------------------------------------------------- | --------------------- |
| 羅力威                                                                      | 現實不重要           | 2010年1月      | 羅力威、張誠菡、黃文韜、李明憲、譚杏藍                                      | 亞洲電視              |
| 羅力威                                                                      | 現實不重要           | 2010年1月      | 羅力威、李莉琳、蔡昌達、谷峰                                                | VDONext（壹蘋果網絡） |
| 羅力威                                                                      | 情人季節             | 2010年8月      | 羅力威、李麗珊                                                              | 亞洲電視              |
| 羅力威                                                                      | 書劍恩仇錄           | 2010年10月     | 羅力威                                                                      | 亞洲電視              |
| 羅力威                                                                      | 花無情               | 2010年10月     | 羅力威                                                                      | 亞洲電視              |
| 羅力威                                                                      | 情人季節             | 2010年11月     | 羅力威、亞洲小姐                                                            | 亞洲電視              |
| 羅力威                                                                      | 全職宅男             | 2012年2月      | 羅力威                                                                      | 英皇娱樂              |
| 羅力威                                                                      | 暗號llv              | 2012年6月      | 羅力威                                                                      | 英皇娱樂              |
| 羅力威                                                                      | 無所謂               | 2012年6月      | 羅力威                                                                      | 英皇娱樂              |
| 羅力威、容祖兒                                                              | 雙子情歌（合唱版）   | 2012年11月     | 羅力威、容祖兒                                                              | 英皇娱樂              |
| 羅力威                                                                      | 雙子情歌             | 2012年11月     | 羅力威                                                                      | 英皇娱樂              |
| 羅力威                                                                      | 三人行               | 2012年12月     | 羅力威                                                                      | 英皇娱樂              |
| 羅力威                                                                      | 小時代曲             | 2013年1月      | 羅力威                                                                      | 英皇娱樂              |
| 羅力威                                                                      | 如果說不愛你         | 2013年12月     | 羅力威                                                                      | 英皇娱樂              |
| 羅力威                                                                      | 看不見的距離         | 2014年1月      | 羅力威                                                                      | 英皇娱樂              |
| 羅力威                                                                      | 彩虹橋               | 2014年3月20日  | 羅力威                                                                      | 英皇娱樂              |
| 羅力威、鐘欣潼                                                              | 星星的眼淚（合唱版） | 2014年6月18日  | 羅力威、鐘欣潼                                                              | 英皇娱樂              |
| 羅力威                                                                      | 少年遊               | 2014年10月29日 | 羅力威                                                                      | 英皇娱樂              |
| 羅力威                                                                      | 潮水                 | 2014年12月4日  | 羅力威                                                                      | 英皇娱樂              |
| 羅力威                                                                      | 你太貪玩             | 2014年12月4日  | 羅力威                                                                      | 英皇娱樂              |
| 羅力威、張敬軒、泳兒、 洪卓立、鍾舒漫、鍾舒祺                               | 就手軒羊咩咩咩       | 2015年1月      | 羅力威、張敬軒、泳兒、 洪卓立、鍾舒漫、鍾舒祺                               | 英皇娱樂              |
| 英皇群星                                                                    | 和華麗有約           | 2015年3月      | 英皇群星                                                                    | 英皇娱樂              |
| 羅力威                                                                      | 夏之咩               | 2015年5月27日  | 羅力威                                                                      | 英皇娱樂              |
| 羅力威                                                                      | 一花一世界           | 2015年6月      | 羅力威                                                                      | 英皇娱樂              |
| 羅力威                                                                      | 聽電台的人           | 2015年6月      | 羅力威                                                                      | 英皇娱樂              |
| 羅力威、盧海鵬、羅家英、麥玲玲、泳兒、 洪卓立、鍾舒漫、洪杰、許靖韻、陳凱彤 | 二龍爭姝賀金猴       | 2016年1月      | 羅力威、盧海鵬、羅家英、麥玲玲、泳兒、 洪卓立、鍾舒漫、洪杰、許靖韻、陳凱彤 | 英皇娱樂              |
| 羅力威、余楓                                                                | 未來在等著現在的我   | 2016年5月      | 羅力威、余楓                                                                | 英皇娱樂              |
| 羅力威                                                                      | 流淚的歌             | 2016年6月27日  | 羅力威                                                                      | 英皇娱樂              |
| 羅力威                                                                      | 在地球漫步           | 2016年6月27日  | 羅力威                                                                      | 英皇娱樂              |
| 羅力威                                                                      | 遠遠的愛             | 2016年6月27日  | 羅力威                                                                      | 英皇娱樂              |
| 羅力威                                                                      | 古董車               | 2017年6月13日  | 羅力威、湯加文                                                              | 英皇娱樂              |
| 羅力威                                                                      | 日落大道             | 2017年10月5日  | 羅力威/波多野裕介                                                           | 英皇娱樂              |
| 羅力威                                                                      | 嫁給我               | 2018年2月26日  | 羅力威                                                                      | 英皇娱樂              |
| 羅力威                                                                      | 變幻人生             | 2019年3月20日  | 羅力威、岑幸富                                                              | 英皇娱樂              |
| 羅力威                                                                      | 星光                 | 2019年6月10日  | 羅力威                                                                      | 英皇娱樂              |
| 羅力威                                                                      | 仙水                 | 2020年1月16日  | 羅力威                                                                      | 英皇娱樂              |
| 羅力威                                                                      | 旅行娃娃             | 2020年6月2日   | 羅力威                                                                      | 英皇娱樂              |
| 羅力威                                                                      | 廢物女友             | 2020年6月2日   | 羅力威                                                                      | 英皇娱樂              |

### 演唱會
| 演唱會名稱                                               | 舉行日期                     | 地點                   | 主辦單位                                           | 演唱曲目 |
| -------------------------------------------------------- | ---------------------------- | ---------------------- | -------------------------------------------------- | --- |
| 《3 Rock Your Dream 星光家族演唱會》                     | 2010年2月16日- 2010年2月17日 | 九龍灣國際展貿中心     | 亞洲電視、3 香港                                   | 個人演唱曲目 1. 現實不重要（羅力威） 2. 尋找的是你（羅力威） 3. 紅不紅（羅力威） 4. 情人季節（羅力威） 5. 寫一首歌（羅力威） 6. 你不在（王力宏） 7. 說好的幸福呢（周杰倫） 8. 我說過要讓你快樂（吳國敬）（一段） 9. 櫻花咒（羅力威）（亢帥克合唱） 10. 謝謝你（羅力威）（星光家族) 11. 星光熠熠（星光家族） 12. 八星報喜賀賀喜（星光家族） |
| 《羅力威 Home Alone Live 2011》（個人演唱會）            | 2011年5月21日- 2011年5月22日 | 香港藝術中心           | 藝術糧倉                                           | 個人演唱曲目 1. 我睡不着覺 (羅力威） 2. 破曉（林憶蓮） 3. 花無情（羅力威） 4. 感覺瞬間（陳曉東） 5. 我們都寂寞（陳奕迅） 6. 你不在（王力宏） 7. 到底有誰能夠告訴我（郭富城） 8. 尋找的是你（羅力威） 9. 小情歌（蘇打綠） 10. 寫一首歌（羅力威） 11. 現實不重要（羅力威） 12. 沙灘（陶喆） 13. 魚（陳綺貞） 14. 游泳圈（許哲珮） 15. 三人行（羅力威） 16. Forever love（王力宏） 17. 櫻花咒（羅力威） 18. 紅不紅（羅力威） 19. 謝謝你（羅力威） 20. 有所謂（羅力威） 21. 寫一首歌（羅力威） |
| 《Adasonlo 羅力威 llv Intimate Live 2012》（個人演唱會） | 2012年8月1日- 2012年8月5日   | 九龍灣國際展貿中心     | 英皇娛樂                                           | 個人演唱曲目 1. 暗號LLV（羅力威） 2. 睡不著（羅力威） 3. 櫻花咒（羅力威） 4. 現實不重要（羅力威） 5. 情人季節（羅力威） 6. 紅不紅（羅力威） 7. 全職宅男（羅力威） 8. 無所謂（羅力威） 9. 尋找的是你（羅力威） 10. 花無情（羅力威） 11. 片尾曲（羅力威） 12. 你不知道的事（王力宏） 13. 太美麗（陶喆） 14. 曾經太年輕（藍又時） 15. 今生不再（黎明） 16. 你是如此難以忘記（梁朝偉） 17. 每次醒來（劉德華） 18. 讓我暖一些（蘇永康） 19. 你把我灌醉（黃大煒） 20. Let's Get Wet（林峯） 21. 我要玩（容祖兒） 22. 從未忘記（葉文輝） 23. 你好嗎（周杰倫） 24. 假如真的再有約會（蔣嘉瑩） 25. 世界が終わるまでは（WANDS） 26. 獨男（古巨基合唱） 27. 傻瓜（鍾舒漫合唱） 28. 今天終於知道錯 (陳偉霆合唱） 29. 屋頂（周杰倫、溫嵐）（泳兒合唱） 30. K歌之王（陳奕迅）（洪卓立合唱） |
| 《羅力威。HKAO。洪卓立【雙子情繫大提琴】音樂會》         | 2013年3月31日                | 伊利沙伯體育館         | 香港業餘管弦樂團                                   | 個人演唱曲目 1. 無所謂（羅力威） 2. 初初（古巨基） 3. 從未忘記（葉文輝） 4. 三人行（羅力威） 5. 櫻花咒（羅力威） 6. 小時代曲（羅力威） 7. 紅不紅（羅力威）了不了 (雨僑) 8. 花千樹（容祖兒） 9. 讓我暖一些（蘇永康） 10. 雙子情歌（羅力威）（洪卓立合唱） 11. 纏綿遊戲（梁漢文）（洪卓立合唱） 12. 幸福摩天輪（陳奕迅）（洪卓立合唱) 13. 每一個明天（陳奕迅）（洪卓立合唱） |
| 《The Windsor Music Night》（個人迷你演唱會）            | 2013年5月11日                | 澳門英皇娛樂酒店       | 英皇娛樂                                           | 個人演唱曲目 1. 白色玫瑰（羅力威） 2. 片尾曲（羅力威） 3. 媽媽（羅力威） 4. 無所謂（羅力威） 5. 櫻花咒（羅力威） 6. 小時代曲（羅力威） 7. 雙子情歌（羅力威） |
| 《The Windsor Music Night》（個人迷你演唱會）            | 2013年6月22日                | 澳門英皇娛樂酒店       | 英皇娛樂                                           | 個人演唱曲目 1. 三人行（羅力威） 2. 櫻花咒（羅力威） 3. 我不想寫（羅力威） 4. 暗號llv（羅力威） 5. 大同（羅力威） 6. 尋找的是你（羅力威） 7. 海闊天空（beyond）（謝俊奇合唱） |
| 《The Windsor Music Night》（個人迷你演唱會）            | 2013年7月27日                | 澳門英皇娛樂酒店       | 英皇娛樂                                           | 個人演唱曲目 1. 情人季節（羅力威） 2. 天天（陶喆） 3. 你不在（王力宏） 4. 那裡都是你（周杰倫） 5. 櫻花咒+閉目入神（羅力威、鄭中基） 6. 全職宅男（羅力威） 7. 不平安夜（羅力威） 8. 雙子情歌（羅力威）（jack dai合唱） |
| 《The Windsor Music Night》（個人迷你演唱會）            | 2013年8月31日                | 澳門英皇娛樂酒店       | 英皇娛樂                                           | 個人演唱曲目 1. 我不想寫（羅力威） 2. 無所謂（羅力威） 3. 小時代曲（羅力威） 4. 紅不紅（羅力威） 5. 月亮代表我的心 6. 我只在乎你 7. 彩虹橋（羅力威） |
| 《Yahoo音樂瘋投 x 羅力威創造音樂會》（個人演唱會）       | 2014年3月13日                | 九龍灣國際展貿中心     | 雅虎香港                                           | 個人演唱曲目 1. 我猜（羅力威） 2. 白色玫瑰（羅力威） 3. 櫻花咒（羅力威） 4. 如果說不愛你（羅力威） 5. 彩虹橋（羅力威） 6. Baby I Love You（羅力威） 7. 現實不重要（羅力威） 8. 暗號llv（羅力威） 9. 片尾曲（羅力威） 10. 雙子情歌（羅力威、容祖兒）（許靖韻合唱） 11. 世界が終わるまでは（WANDS） 12. 情非得已（庾澄慶） 13. Forever Love（王力宏） 14. 童話（光良） 15. 성시경 - 너의 모든 순간（every moment of you 你的每個瞬間） 16. 等（陳百強） 17. 掉了（張惠妹） 18. Everything（Misia） |
| 《903 id club 拉闊音樂會 楊千嬅X羅力威X許廷鏗X藍奕邦》   | 2014年5月6日                 | 香港會議展覽中心       | 商業電台                                           | 個人演唱曲目 1. 彩虹橋（羅力威） 2. 看不見的距離（羅力威） 3. 雙子情歌（羅力威、容祖兒）（楊千嬅合唱） 4. Cinema Paradiso - theme（小提琴獨奏） 5. 假如讓我說下去（楊千嬅） 6. 狼來了（楊千嬅） 7. La La La Love Song（久保田利伸）（藍奕邦合唱） 8. 성시경《너의 모든 순간》（藍奕邦合唱） 9. 妄想（VRF）（許廷鏗合唱） 10. 楊千嬅（楊千嬅）（大合唱） |
| 《迪士尼90周年音樂會》                                   | 2014年9月12日- 2014年9月13日 | 香港會議展覽中心       | 一念製作/ K-Media/ 臻道娛樂/ Funny Bunny/ 映藝劇團 | 個人演唱曲目 1. you'll be in my heart 2. so close 3. 心裡全是你（泳兒合唱） 4. once upon a dream（陳明恩合唱） 5. circle of life（大合唱） 6. it's a small world/世界真細小 |
| 《summer pop 夏日流行音樂節2015》                        | 2015年8月30日                | 香港體育館             | 香港旅遊發展局                                     | 個人演唱曲目 1. 雙子情歌 2. 全職宅男 3. 暗號LLV 4. 紅不紅 5. 如果說不愛你 6. 30日（側田合唱） |
| 《Daikin Family Concert 2017 大金大家庭演唱會 2017》     | 2017年9月6日                 | 九龍灣國際展貿中心     | Daikin                                             | 個人演唱曲目 1. 相愛很難（泳兒合唱） 2. 黑色幽默 3. 輕閉雙眼 4. 你把我灌醉 5. 花無雪 6. 潮水（泳兒合唱） 7. 感應（泳兒合唱） 8. 無所謂（泳兒合唱） 9. 三人行 10. 月伴小夜曲 11. 你不在 12. 彩虹橋 13. 在這家（大合唱） 14. 雙子情歌（泳兒合唱） 15. 我的回憶不是我的（泳兒合唱） 16. 刻不容緩（泳兒合唱） |
| 《英皇 All Stars 演唱會2018》                            | 2018年10月6日                | 澳門威尼斯人金光綜藝館 | 英皇娛樂                                           | 個人演唱曲目 1. 淘汰（洪卓立合唱） 2. 不該（許靖韻合唱） 3. 浮誇（鐘舒曼, 洪卓立, 許靖韻, 吳浩康合唱） 4. 你好不好 |

### 任個人演唱會表演嘉賓
| 演唱會名稱                           | 舉行日期                     | 地點                | 演唱曲目                                          |
| ------------------------------------ | ---------------------------- | ------------------- | ------------------------------------------------- |
| 《羽翘 Listen to Me Ava Live》       | 2011年5月9日                 | 柴灣青年廣場Y綜藝館 | 1. 小酒窩（羽翹合唱） 2. 尋找的是你               |
| 《陳浩峰東宫西宫演唱會》             | 2011年6月23日- 2011年6月24日 | 柴灣青年廣場Y綜藝館 | 1. 破曉（陳浩峰合唱） 2. 尋找的是你               |
| 《張敬軒動心弦世界巡回演唱會澳門站》 | 2011年7月30日                | 澳門金光綜藝館      | 1. 餘震（張敬軒合唱） 2. 片尾曲                   |
| 《Neway Music Live x 洪卓立》        | 2012年4月7日                 | 九龍灣國際展貿中心  | 1. 兄妹+歲月如歌（洪卓立合唱） 2. 櫻花咒          |
| 《Neway Music Live x 陳僖儀》        | 2012年12月29日               | 九龍灣國際展貿中心  | 1. 雙子情歌（陳僖儀合唱）                         |
| 《葉文輝Timelive20週年演唱會2019》   | 2019年9月12日                | 旺角麥花臣場館      | 1. 從未忘記(伴奏) 2. 我代你哭(葉文輝合唱) 3. 星光 |

### 音樂特輯
| 特輯名稱           | 播出日期       | 合作者                       | 製作單位 |
| ------------------ | -------------- | ---------------------------- | -------- |
| 《與亞姐音樂有約》 | 2010年11月28日 | 關楚耀、亢帥克、2010亞洲小姐 | 亞洲電視 |

## 其他作品

### 書籍
- 《亞洲星光大道I 星光一班》 （2010年7月）
- 《給親愛的》 （2011年7月）

## 獎項

### 2009年
- 12月6日：亞洲星光大道－冠軍
- 12月19日：PM人氣之星頒獎典禮－《PM人氣新星Idol獎》

### 2010年度
- 新城國語力頒獎禮2010 - 新城國語新勢力歌手
- YAHOO!搜尋人氣大獎2010 - 網上熱爆歌曲《現實不重要》
- SINA Music樂壇民意指數頒獎禮2010 - 我最喜愛男新人

### 2011年度
- YAHOO!搜尋人氣大獎2011 - 人氣票王

### 2012年度
- 新城國語力頒獎禮2012 - 新城國語力熱爆K歌《全職宅男》
- 新城國語力頒獎禮2012 - 新城國語力優秀演繹獎
- YAHOO!搜尋人氣大獎2012 - 人氣國語歌曲《全職宅男》
- YAHOO!搜尋人氣大獎2012 - 人氣票王
- 新城勁爆頒獎禮2012 - 新城勁爆新人王創作男歌手
- 新城勁爆頒獎禮2012 - 新城數碼音樂台超熱捧新聲
- 新城勁爆頒獎禮2012 - 新城數碼音樂台超銷量新聲
- 2012年度叱咤樂壇流行榜頒獎典禮 - 叱咤樂壇生力軍男歌手 金獎
- 2012年度十大勁歌金曲頒獎典禮 - 最受歡迎新人(男)獎 銅獎
- SINA Music樂壇民意指數頒獎禮2012 - SINA Music 最高收聽率二十大歌曲《雙子情歌》
- SINA Music樂壇民意指數頒獎禮2012 - SINA Music 合唱歌曲大獎《雙子情歌》（與容祖兒合唱）
- SINA Music樂壇民意指數頒獎禮2012 - SINA Music 國語歌曲大獎《全職宅男》
- 〈音樂先鋒榜〉2012年度頒獎典禮 - 最佳先鋒創作新人歌手
- 第三十五屆十大中文金曲頒獎音樂會 - 最有前途新人獎 銀獎
- IFPI香港唱片銷量大獎2012 - 十大銷量國語唱片《羅力威》
- IFPI香港唱片銷量大獎2012 - 最暢銷本地男新人

### 2013年度
- 第9屆「勁歌王」全球華人樂壇音樂盛典 - 最佳新人獎
- 2013勁歌金曲優秀選第一回 - 得獎歌曲《雙子情歌》（與容祖兒合唱）
- 新城國語力頒獎禮2013 - 新城國語力歌曲《小時代曲》
- 新城國語力頒獎禮2013 - 新城國語力創作歌手
- 2013年全港民意流行音樂選舉 - 最受歡迎男歌手銀獎
- 2013年全港民意流行音樂選舉 - 十大最受歡迎歌曲第十位《三人行》
- 〈音樂先鋒榜〉2013年度頒獎典禮 - 樂壇進步獎
- YAHOO!搜尋人氣大獎2013 - 網上熱爆歌曲《雙子情歌》
- 新城勁爆頒獎禮2013 - 新城勁爆歌曲《三人行》
- 新城勁爆頒獎禮2013 - 新城勁爆躍進歌手 金獎
- 2013年度勁歌金曲頒獎典禮 - 勁歌金曲奬 第二十位《三人行》
- 2013年度勁歌金曲頒獎典禮 - 勁歌金曲奬 第三位《雙子情歌》（與容祖兒合唱）
- IFPI香港唱片銷量大獎2013 - 十大數碼暢銷歌曲《雙子情歌》（與容祖兒合唱）
- 第一屆粵語歌曲排行榜頒獎典禮 - 最受歡迎創作歌手獎
- 第一屆粵語歌曲排行榜頒獎典禮 - 最受歡迎合唱歌曲獎《雙子情歌》（與容祖兒合唱）

### 2014年度
- 新城國語力頒獎禮2014 - 新城國語力合唱歌曲《星星的眼淚》（與鍾欣潼合唱）
- 新城國語力頒獎禮2014 - 新城國語力創作歌手 金獎
- YAHOO!搜尋人氣大獎2014頒獎典禮 - 人氣國語歌曲《看不見的距離》
- 〈音樂先鋒榜〉2014年度頒獎典禮 - 最佳現場演繹獎
- 2014勁歌金曲優秀選第二回 - 得獎歌曲《星星的眼淚》（與鍾欣潼合唱）
- 新城勁爆頒獎禮2014 - 新城勁爆創作歌手
- 新城勁爆頒獎禮2014 - 新城勁爆國語歌曲《看不見的距離》
- 2014年TVB8金曲榜頒獎典禮 - TVB8金曲榜金曲獎《星星的眼淚》（與鍾欣潼合唱）
- 第10屆勁歌王金曲金榜全球華人樂壇音樂盛典 - 勁歌王最佳唱作人
- 第10屆勁歌王金曲金榜全球華人樂壇音樂盛典 - 勁歌王最佳合唱歌《星星的眼淚》（與鍾欣潼合唱）
- IFPI香港唱片銷量大獎2014 - 十大銷量國語唱片《創造The Inventions》
- 第二屆粵語歌曲排行榜頒獎典禮 - 最受歡迎創作歌手獎

### 2015年度
- 2015勁歌金曲優秀選第二回 - 得獎歌曲《聽電台的人》
- 〈音樂先鋒榜〉2015年度頒獎典禮 - 最佳先鋒創作歌手
- 2015年度勁歌金曲頒獎典禮 - 最佳創作歌手 銀獎
- 新城勁爆頒獎禮2015 - 新城勁爆歌曲《潮水》
- 新城勁爆頒獎禮2015 - 新城勁爆創作歌手
- 2015年TVB8金曲榜頒獎典禮 - TVB8金曲榜金曲獎《少年遊》
- 2015年TVB8金曲榜頒獎典禮 - TVB8金曲榜最佳原創歌曲金獎《夏之咩》

### 2016年度
- 2016勁歌金曲優秀選第二回 - 得獎歌曲《流淚的歌》
- 第11屆「勁歌王」全球華人樂壇音樂盛典 - 勁歌唱作人
- 第11屆「勁歌王」全球華人樂壇音樂盛典 - 最佳作詞《流淚的歌》
- 2016年度勁歌金曲頒獎典禮 - 最佳創作歌手 銅獎

### 2017年度
- 2017勁歌金曲優秀選第二回 - 得獎歌曲《日落大道》
- 2017年度勁歌金曲頒獎典禮 - 最佳唱作歌手 銅獎

### 2018年度
- 2018勁歌金曲優秀選第一回 - 得獎歌曲《嫁給我》

### 2019年度
- 2019勁歌金曲優秀選第一回 - 得獎歌曲《變幻人生》
- 2019勁歌金曲優秀選第二回 - 得獎歌曲《星光》
- 2019年度勁歌金曲頒獎典禮 - 最佳唱作歌手金獎

## 唱片銷量榜
| 唱片銷量榜                          | 唱片銷量榜 | 唱片銷量榜   | 唱片銷量榜 | 唱片銷量榜   | 唱片銷量榜 | 唱片銷量榜 | 唱片銷量榜           |
| ----------------------------------- | ---------- | ------------ | ---------- | ------------ | ---------- | ---------- | -------------------- |
| 大碟                                | 發售日期   | 香港唱片商會 | HMV        | CD WAREHOUSE | HK RECORD  | SKY MUSIC  | 備註                 |
| 《羅力威》                          | 2012.06.29 | 4            | 1          | 1            | 8          | 1          | 新浪大碟排行榜:1     |
| 《羅力威2012 Intimate Live》 DVD+CD | 2012.09.27 |              | 1          | 6            |            | 2          |                      |
| 《L.L.V. II》                       | 2013.01.31 | 2            | 4          | 3            |            | 1          |                      |
| 《The Inventions 創造》             | 2013.12.23 |              | 11         | 2            |            |            | 新浪歌曲榜(大碟) : 1 |

（*）表示仍在榜上

以上排名以最高的名次顯示

## 活動及傳媒專訪
- 10月24日：2009亞洲小姐準決賽，擔任表演嘉賓
- 11月10日：香港理工大學「傳遞東亞運聖火有『理』」
- 11月13日：玫瑰崗學校商科部「Talent Time」
- 11月20日：亞洲電視「2010亞洲電視節目巡禮」活動
- 11月30日：香港科技大學Vertex翱峰House II Festival 「2009 翱視群峰Opening Ceremony」
- 12月9日：新城知訊台《好男好女》專訪
- 12月11日：Play Station《FFXIII幻想之壘》揭幕禮
- 12月12日：荃灣廣場 「玻璃城白色聖誕」 自彈自唱
- 12月14日：香港人網 《流行普選》專訪
- 12月13日：新達廣場 「星星閃耀雪樂園」
- 12月19日：PM人氣之星頒獎典禮
- 12月20日：保良局「星光大道慈善夜」
- 12月21日：將軍澳香島中學「唱出我心情」歌唱比賽，擔任表演嘉賓
- 12月22日：元朗遵道書院聯校 歌唱比賽，擔任表演嘉賓
- 12月23日：香港理工大學 「聖誕慈善週年晚宴」
- 12月24日：東港城 「東港城x羅力威x陳柏宇「雙子雙Sing平安夜」」
- 12月24日：如心廣場「舞動荃城迎聖誕2009」
- 12月31日：德福廣場 「德福廣場X 新香蕉俱樂部 世界快樂 人人德福除夕大倒數」
- 12月31日：東港城 「除夕倒數大匯演」

- 1月10日：港島、九龍區公益金百萬行
- 1月11日：新城知訊台《好男好女》專訪
- 1月11日：香港電台《音樂潮起來》專訪
- 1月11日：香港電台第二台《Made in Hong Kong 李志剛》專訪
- 1月13日：新城知訊台《好男好女》，擔任嘉賓主持
- 1月16日：新城知訊台《國語力》專訪
- 1月21日：新城知訊台《娛樂旗艦店》專訪
- 1月22日：叱咤903《叱o宅樂壇》專訪
- 1月23日：東港城「東港城x羅力威」現實不重要MV 首播會
- 1月28日：香港中文大學 歌唱比賽，擔任表演嘉賓
- 1月29日：香港中文大學 千人宴
- 2月3日：香港電台第一台 開心日報【開心成長繽Fun Show】，擔任表演嘉賓
- 2月5日：香港理工大學 歌唱比賽，擔任表演嘉賓
- 2月5日：「3 Rock Your Dream 星光家族演唱會」簽名活動
- 2月6日：羅力威國際歌迷會成立日
- 2月9日：新城知訊台《好男好女》專訪
- 2月13日：「3 Rock Your Dream 星光家族演唱會」簽名活動
- 2月16－17日：「3 Rock Your Dream 星光家族演唱會」
- 2月21日：亞洲電視 《娛樂紅人館》專訪
- 2月23日：香港嶺南大學 歌唱比賽，擔任表演嘉賓
- 2月24日：《亞洲電視新春團拜 2010》午宴
- 2月27日：「3 Rock Your Dream 星光家族演唱會」簽名活動
- 2月28日：東港城「戀戀元宵．羅力威照相會」
- 3月6日：伸手助人協會曲奇義賣同樂日
- 3月9日：「3 Rock Your Dream 星光家族演唱會」簽名活動
- 3月13日：港鐵康樂會、儲蓄互助社春節聯歡聚餐，擔任表演嘉賓
- 3月14日：第五屆世界腎臟日 香港響應活動
- 3月16日：《第十五屆十大電視廣告頒獎典禮》啟動記者會
- 3月20日：香港亞洲電視紀念杯，擔任頒獎嘉賓
- 3月21日：港台建造業安全嘉年華會，擔任表演嘉賓
- 3月25日：Guess fashion show，擔任嘉賓
- 4月4日：荃灣廣場「巨聲星光大派對」
- 4月12－30日：新城知訊台《好男好女》《尋找羅力威》專訪共15集
- 4月13日：香港浸會大學 BBA Singing Contest，擔任表演嘉賓
- 4月17日：香港電台「未來意願由我掌管」互動式公眾教育活動，擔任表演嘉賓
- 4月25日：《基本法》頒布20周年同樂日，擔任表演嘉賓
- 4月26日：演藝界情繫玉樹關愛行動
- 4月27日：為新城知訊台新節目《還看今天》獻唱主題曲
- 4月30日：青衣IVE Singcon 2010 - Sing戰，擔任表演嘉賓
- 5月6日：摩理臣山IVE Singcon 2010 ，擔任表演嘉賓
- 5月9日：「智．創．傳愛」生命有您至Qee設計比賽頒獎典禮暨創作教室，擔任表演嘉賓
- 5月16日：中山石岐聯誼會慈善之夜
- 5月22日：屯門市廣場「升級靚太廚藝大比拼」活動，擔任表演嘉賓
- 5月23日：亞洲電視賽馬日
- 5月29日：《第十五屆十大電視廣告頒獎典禮》，擔任表演嘉賓
- 6月13日：天水圍天恩村商場出席世界杯宣傳活動，擔任表演嘉賓
- 6月30日：新城知訊台＜飛躍校園2010＞，擔任表演嘉賓
- 7月2日：屯門市廣場「八強爭霸派對」 ，擔任表演嘉賓
- 7月6日：亞洲電視 《生活加油站》專訪
- 7月7日：AIA Annual Award Presentation 2010，擔任表演嘉賓
- 7月11日：青春起義2010起步開幕禮，擔任青春起義大使
- 7月23日：科專毅進無限FUN之"飛行體驗夜"，擔任表演嘉賓
- 7月30日：「親親動物農莊 Happy Farm@AsiaWorld-Expo」，擔任表演嘉賓
- 7月30日：尖沙咀海港城 「3－iphone4」，擔任表演嘉賓
- 7月31日：香港科技專上書院 第四屆HKIT 流行音樂創作 毅進音樂會，擔任表演嘉賓
- 8月1日：2010香港動漫節，擔任表演嘉賓
- 8月8日：新城國語力頒獎典禮
- 8月21日：「我要高飛」 環球新星歌唱大賽2010，擔任表演嘉賓
- 8月28日：青春起義2010閉幕禮 ，擔任青春起義大使
- 9月11日：「離島假期」推廣日，擔任表演嘉賓
- 9月26日：「新城慈善K唱遊2010」，擔任表演嘉賓
- 10月1日：香港同胞慶祝中華人民共和國成立六十一週年文藝晚會，擔任表演嘉賓
- 10月4日：旺角歇腳亭，擔任剪綵嘉賓
- 10月9日：《油尖旺區節開幕禮 2010》，擔任表演嘉賓
- 10月9日：鑽石山荷里活廣場升級靚太廚藝大比拼（第二回），擔任表演嘉賓
- 10月10日：新城知訊台《大菠蘿》專訪
- 10月17日：亞洲電視《2010年度第一屆感動香港十大人物頒獎禮》，擔任表演嘉賓
- 10月30日：葵涌新都會廣場我愛大想頭自僱創業實戰日，擔任表演嘉賓
- 10月31日：太古城中心「WE嘩鬼叫溜冰派對夜」，擔任表演嘉賓
- 11月12日：亞洲電視《2010亞洲小姐競選》「與亞姐音樂有約」特輯記者會
- 11月14日：「愛香港‧愛《基本法》同樂日」，擔任表演嘉賓
- 11月14日：「亞洲電視 2011亞洲電視節目巡禮」，擔任表演嘉賓
- 12月2日：商業電台《叱咤叱叱咤》專訪
- 12月11日：美麗華商場 叱咤我最喜愛男女歌手，組合「最後10強」記招
- 12月12日：亞洲電視亞洲星光大道3決賽，擔任表演嘉賓
- 12月26日：亞洲遊戲展2010 「PlayStation 一機成名暨Game Girl選舉」，擔任表演嘉賓
- 12月27日：荃新天地「Citywalk閃爍星光家族巡禮1」，擔任表演嘉賓
- 12月31日：太古城中心冰上皇宮倒數活動，擔任表演嘉賓
- 12月31日：荃灣廣場「荃城狂歡除夕倒數迎2011」，擔任表演嘉賓

- 1月1日：2010年度叱咤樂壇流行榜頒獎典禮
- 1月16日：仁愛堂珍藏車巡遊暨樂助弱老基金成立5周年紀念活動，擔任表演嘉賓
- 1月19日：SinaMusic樂壇民意指數頒獎禮2010
- 1月26日：有線電視大流行專訪  一連3輯
- 1月30日：鑽石山荷里活廣場紅粉菲菲迎新春，擔任表演嘉賓
- 1月30日：新都會廣場，擔任抽獎、遊戲嘉賓
- 2月2日：亞洲電視人氣春晚唱紅亞洲
- 2月3日：亞洲電視賀年歌 《紅包拿來》
- 2月5日：香港房屋協會 油麗村油麗商場活動，擔任表演嘉賓
- 2月9日：亞洲電視11點後特區，擔任主持
- 2月13日：香港房屋協會 美田村活動，擔任表演嘉賓
- 2月22日：亞洲電視重慶招商晚會，擔任表演嘉賓
- 2月24日：中大新亞書院歌唱比賽，擔任表演嘉賓
- 2月27日：亞洲電視新界區公益金百萬行
- 2月27日：Megabox基本法同樂日，擔任表演嘉賓
- 3月4日：亞洲電視May姐真識食宣傳活動
- 3月11日：到中山拍攝亞洲電視節目may姐真識食
- 3月19日：澳門賽馬場 亞視盃，擔任頒獎嘉賓
- 3月20日：羅力威歌迷會成立一周年紀念
- 3月24日：Adidas is All In Party 活動
- 3月31日：伊利沙伯體育館 菁鶯獎音樂大賽，擔任表演嘉賓
- 4月1日：維園「愛心無國界311燭光晚會」
- 4月1日：Cosmopolitan Chat Live訪問
- 4月10日：荷里活廣場[校園同心建家園] 大澳棚屋設計比賽頒獎禮
- 4月10日：MeeH Shop開幕派對，擔任嘉賓
- 4月16日：香港仔運動場 飢饉三十，擔任專題遊戲嘉賓
- 4月18日：大埔教育學院《威MING遠播棟篤笑唱會》，擔任表演嘉賓
- 4月21日：Art Centre Home Alone Live 2011 首日售票祝捷活動
- 5月8日：青衣城 升級靚太廚藝大比併（第三回），擔任表演嘉賓
- 5月9日：柴灣青年廣場Y綜藝館 羽翹 Listen to Me Ava Live，擔任表演嘉賓
- 5月13日：西九龍中心 Home Alone 紀念 Boxset 見面會
- 5月17日：第八屆中國音樂金鐘獎流行音樂大賽『港澳賽區選拔賽』發佈會
- 5月21－22日：灣仔藝術中心《羅力威Home Alone Live 2011》
- 6月5日：羅力威生日BBQ同樂日
- 6月11日：元朗廣場 德國孖人牌升級靚太廚藝大比拼（第4回），擔任表演嘉賓
- 6月15日：美麗華商場地庫 叱吒記者招待會
- 6月16日：荃灣石圍角村石芳樓 叱吒-仁濟活動開幕禮
- 6月18日：柴灣青年廣場Y綜藝館 i-League週年聚會暨廉政大使2010/11閉幕禮，擔任表演嘉賓
- 6月21日 九龍灣國際展貿中心：第八屆中國音樂金鐘獎流行音樂大賽，擔任表演嘉賓
- 6月23－24日：青年廣場Y綜藝館 陳浩峰東宮西宮演唱會，擔任表演嘉賓
- 7月2日：奧海城 選民登記音樂會，擔任表演嘉賓
- 7月4日：伊利沙伯中學 新城飛躍校園關注基本法2011 ，擔任表演嘉賓
- 7月4日：新城知訊台《百萬USB》專訪
- 7月10日：仁人家園“一步一磚建家園”慈善行
- 7月16日：apm三聯書店 羅力威《給親愛的》新書簽名會
- 7月20日：灣仔會展 羅力威《給親愛的》新書簽名會
- 7月25日：柴灣青年廣場Y綜藝館 《基本法》數碼遊戲^_^創作比賽頒獎禮，擔任表演嘉賓
- 7月26日：將軍澳東港城 《亞洲星光大道4 跳舞吧！》啟動記者會
- 7月30日：澳門金光綜藝館 張敬軒軒動心弦世界巡回演唱會澳門站，擔任表演嘉賓
- 7月30日：香港電台 《對人對話張寶華》專訪
- 8月20日：亞洲電視《亞洲小天使我愛No.1》錄影
- 8月21日：西九龍中心 Fashion2PassionxApple Mall （Hot and Splashy Fashion Show）
- 8月22日：灣仔會議展覽中心一號展覽廳  香港電腦通訊節2011 《新城數碼廣播演播廳》活動，擔任表演嘉賓
- 8月23日：伊利沙伯體育館 Supernova 2011（超新聲聯校歌唱比賽），擔任表演嘉賓
- 9月25日：荃新天地 短訊之王 挑戰賽 ，擔任無障礙溝通大使
- 10月2日：跑馬地馬場 「世界心臟日2011」，擔任表演嘉賓
- 10月16日：樂富廣場 新城知訊台《百萬usb》外景之大懲罰
- 12月1日：香港文化中心露天廣場C區 「世界愛滋病音樂會2011」，擔任表演嘉賓
- 12月6日：香港科技大學賽馬會大堂   Show Talent 比賽，擔任表演嘉賓
- 12月7日：聖馬可中學   新城飛躍校園關注基本法2011 ，擔任表演嘉賓
- 12月17日：YMCA Salisbury Hong Kong Hotel  羅力威國際歌迷會 給力給力聖誕大派對
- 12月20日：灣仔香港會議展覽中心Hall 5G  Yahoo!搜尋人氣大獎2011頒獎典禮
- 12月31日：香港時代廣場 Time Square 除夕倒數迎2012，擔任表演嘉賓

- 2月18日：太古城 伸手助人協會之曲奇義賣運動2012，擔任表演嘉賓
- 2月19日：奧海城 愛香港愛基本法同樂日，擔任表演嘉賓
- 2月27日：香港會議展覽中心 參加英皇娛樂集團舉行的春茗，正式簽約英皇
- 3月15日：《 陳刀・郭偉豪・死出去》末日之前 時裝表演 ，擔任模特兒
- 3月18日：Eaton Smart Hotel 出席《歌迷會兩週年紀念日》活動
- 4月7日：九龍灣國際展貿中心《Neway Music Live x 洪卓立》(表演嘉賓)
- 4月18日：商業電台 903 謝茜嘉《熱鬧樂壇》專訪
- 4月20日：香港電台《菲常學堂》專訪
- 4月24日：新城電台及香港電台 錄音訪問
- 4月26日：銅鑼灣柏寧酒店 Initial Shop Opening
- 4月30日：灣仔 Electrolux 新店開幕
- 5月10日：香港電台《made in hong kong李志剛》專訪及 商業電台 雷霆881 《巴巴閉 afternoon D》專訪
- 5月11日：樂富港鐵站外  RTHK5「香江暖流‧愛母親」活動及 灣仔會展廣場 Faces Music Lounge 開業活動
- 5月16日：灣仔君悅酒店 出席陳思思Concert 記招
- 5月17日：Bazaar x Tod's party
- 5月22日：時代廣場 「完美生活 OL 最愛品牌大賞2012」頒獎典禮
- 5月23日：新城知訊台飛躍校園認識《基本法》活動，擔任表演嘉賓
- 5月26日：大埔超級城「食物安全日2012」，擔任表演嘉賓
- 5月27日：出席「保良局助養兒童誼親日」活動
- 6月5日:  商業電台 903 《口水多過浪花》--老友記時間--專訪及  出席《喜愛夜蒲2》殺科宴
- 6月12日：出席大中華商會記招
- 6月13日：新浪微直播"羅力威新碟專訪"
- 6月20日：新城知訊台「愛❤童孩」巡迴小學探訪活動2012
- 6月25日： W Hotel 出席 魅族 傳媒簡介會
- 6月26日：香港電台《菲常學堂》直播訪問及 新城知訊台《國語力》 錄音訪問
- 6月29日： W Hotel首張個人專輯《羅力威》新聞發佈會
- 6月30日：朗豪坊 CD WAREHOUSE 首張個人專輯《羅力威》簽名會
- 7月1日：香港大球場  1/7回歸紀念日香港大球場歌星大匯演
- 7月3日：青衣長康村樂善堂梁植偉紀念中學 出席新城知訊台 school tour
- 7月5日：九龍灣國際展貿中心 參與《360˚》錄影
- 7月6日：香港電台數碼流動舞台-笫 4 站活動
- 7月7日：出席《飛龍騰達2012》訓練工作坊及 無綫電視 參與《2012翡翠歌星紅白鬥》
- 7月12日：出席英皇證券集團慶祝上市五週年酒會
- 7月17日：西貢白沙灣碼頭 喜愛夜蒲2宣傳之船P 及 出席霍汶希生日會
- 7月19日：灣仔季季紅風味酒家 出席首張個人專輯《羅力威》祝捷會及 APM 由TVB舉辦 《放榜前的一個晚上》活動，擔任表演嘉賓
- 7月21日：小西灣體育館 香港電台 2012 立法會選舉開幕禮，擔任表演嘉賓
- 7月29日：尖沙咀美麗華商場 愛心滿東華kickoff event，擔任愛心大使
- 8月1－5日：九龍灣國際展貿中心 Music Zone 《ADASONLO 羅力威 IIV INTIMATE LIVE》
- 8月5日：香港會議展覽中心 新城國語力頒獎禮2012
- 8月8日：出席英皇娛樂集團電影《DIVA華麗之後》首映禮
- 8月13日：出席「瑞士天梭表Racing-Touch Amazing Tour 2012揭幕禮」暨《Racing-Touch Carbon全球首枚高科技觸碰感應腕錶發佈會》
- 8月13－16日：到廣州的電台宣傳首張個人專輯
- 8月15日：廣州汽車音樂電台《一時一樣》 及 廣東新聞電台《幸福時光》的錄音訪問
- 8月16日：廣州交通電台《汽車音樂》 的錄音訪問及 廣東電台《樂在途上》的錄音訪問
- 8月17日：日航酒店 出席「第24屆CASH流行曲創作大賽」記者會及 廣東電台《樂在途上》、 廣東電台音樂之聲《你好，微博》的錄音訪問
- 8月18日：紅磡海逸坊 出席「飛龍騰達2012之世代沒不同」活動，擔任活動宣傳大使及 珠江經濟台《超越流行》的錄音訪問
- 8月19日：APM 出席「Yahoo!娛樂圈，卓韻芝迎戰娛樂圈人物」活動，擔任受訪嘉賓，並為Yahoo創作Jingle及 圓方戲院 出席喜愛夜蒲2首映
- 8月22日：灣仔伊利沙伯體育館 出席《太陽計劃展翅青見夢飛行》活動，擔任表演嘉賓
- 8月24日：無綫電視娛樂新聞台 參與《范後感》錄影
- 8月25日：黃埔新天地 出席由新城知訊台舉辦《DJ小王者決賽》活動，擔任表演嘉賓
- 8月29日：新城知訊台 錄製消失的子彈廣播劇
- 8月30日：無綫電視 參與《慧姸愛心傾城30年》錄影
- 8月31日：香港會議展覽中心 出席《感情品牌大獎2011》活動
- 9月1日：黃竹坑香港仔運動場 出席「太陽計劃2012 踢出夢想畢業禮」活動
- 9月2日：無綫電視 參與 香港廣東社團總會呈獻《群星歡聚賀國慶》錄影
- 9月3日：灣仔伊利沙伯體育館 出席《903 ALL STAR籃球賽」活動
- 9月5日：無綫電視 參與《勁歌金曲》錄影
- 9月6日：澳門 出席《 澳門特别行政區政府國慶體藝匯演萬人迷音樂會》記者會
- 9月7日：銅鑼灣 出席Faculty Shop 開幕
- 9月9日：屯門市廣場 出席《 健康第壹大獎頒獎禮2012》，並獲得十大健康之星的獎項
- 9月9日：香港會議展覽中心 出席《消失的子彈》首映會
- 9月14日：香港會議展覽中心 出席英皇集團70週年誌慶晚宴
- 9月16日：理工大學賽馬會綜藝館 出席《港青YMCA生命有價慈善音樂會2012》，擔任表演嘉賓
- 9月18日：無綫電視 參與《夜宵磨》錄影
- 9月22日：無綫電視 參與《星光熠熠耀保良》現場錄影
- 9月23日：灣仔鴻星海鮮酒家 出席《3週刊×Lisa 味道13周年星光璀璨中秋慈善晚宴》活動
- 9月24日：無綫電視 參與《翡翠名曲匯》錄影
- 9月25日：香港文化中心 出席《油尖旺賀63周年國慶文藝晚會》，擔任表演嘉賓
- 9月26日：無綫電視 參與《360˚音樂無邊》錄影
- 10月1日：澳門塔石體育館A館  出席《澳門特别行政區政府國慶體藝匯演萬人迷音樂會》，擔任表演嘉賓
- 10月3日：亞洲國際博覽館  出席《Adidas Crew Love Party 》，擔任表演嘉賓
- 10月6日：新都城中心一期  出席《MeeH Popup Store 開幕禮 》，擔任剪綵嘉賓
- 10月9日：時代廣場 「完美生活 OL 最愛品牌大賞2012」擔任頒獎嘉賓
- 10月11日：無綫電視 參與《Music Cafe 》錄影
- 10月13日：黃埔新天地 出席由HMV舉辦《羅力威影相會》活動
- 10月17日：Jessica 出席《Jessica My Star-rated Beauty Award 2012》活動
- 10月20日：青衣城 出席由新城知訊台舉辦《新城慈善K唱遊2012》活動
- 10月20日：廣州中山紀念館 出席由新城知訊台舉辦《廣州新城電台激愛音樂會》
- 10月22日：太陽報副刊 拍攝
- 10月22日：九龍灣德福廣場 出席由新城知訊台舉辦《新城慈善K唱遊2012》活動
- 10月25日：新城知訊台 出席《新城電台新人巡禮》活動
- 10月27日：沙田中心 出席《Intimate Live 演唱會DVD》簽唱會
- 10月28日：九龍灣國際展貿EMAX  出席《歡樂滿東華親親寵物健步日記者會》
- 10月30日：商業電台 903 《早霸王》直播專訪
- 10月30日：拍攝第二隻個人專輯封套封面
- 10月30日：九龍灣國際展貿中心STAR HALL  出席《飛躍音樂歌唱大賽》，擔任表演嘉賓
- 10月31日：九龍灣國際展貿  出席《叱吒頒獎禮記者招待會》
- 11月3日：黃埔新天地 出席《新城頒獎禮記者招待會》
- 11月3日：灣仔修頓球場 出席《灣仔情歸15載嘉年華》》，擔任表演嘉賓
- 11月8日：香港演藝學院 出席《ELLE Style Award 2012》，獲得《新勢力大獎》
- 11月11日：屯門黃金泳灘 出席《屯門沙灘節2012》，擔任表演嘉賓
- 11月12日：新城知訊台 《娛樂旗艦店》現場專訪
- 11月12日：The Grand 出席《紮職》首映
- 11月14日：九龍灣國際展貿中心 出席《2012 FACE UStar大專校花校草大選 x 九展明星Live》，擔任表演嘉賓
- 11月18日：新浦崗Mikiki 出席《Mikiki x Little Twin Stars Starry Party 亮燈儀式》，擔任表演嘉賓
- 11月23日： W Hotel 出席《東方日報Event》
- 11月28日：香港電台S1 Studio 出席《香港電台頒獎禮記者招待會》
- 12月2日：大埔船灣郊野公園水霸 出席《歡樂滿東華親親寵物健步日》
- 12月3日：將軍澳POPCORN 出席由商業電台舉辦《叱吒樂壇我最喜愛的男女歌手組合五強起來做勢會》
- 12月4日：北角海逸君綽酒店 出席《3家居寬頻新聞發佈會》
- 12月5日：九龍灣國際展貿中心 出席《Live Tube 記者招待會》
- 12月5日：香港電台S1 Studio 出席《第35屆十大中文金曲記者會》
- 12月7日：柴灣青年廣場 出席《yes!! 22 周年音樂會節》，擔任表演嘉賓
- 12月8日：太古坊糖廠街 出席《太古地產Happy 40th Street Party》，擔任仁人家園愛心大使
- 12月8日：九龍灣國際展貿中心Music Zone 出席《新城熱捧新星 Show 2012》，擔任表演嘉賓
- 12月9日：沙田馬場 出席《沙田馬場浪琴表香港國際賽事》，擔任表演嘉賓
- 12月11日：中環安慶台安慶大廈 出席《KetchupFACEmag 2012 潮icon&最撐Brand 2012》，獲得《勁新獎》
- 12月12日：尖沙嘴海運大廈展覽大堂 出席《廣東道Countdown 記者招待會》
- 12月13日：無綫電視 參與《360˚》錄影
- 12月15日：佐敦逸東酒店 出席由歌迷會舉辦《雙子聖誕大派對》
- 12月15日：馬鞍山新港城中心 出席《新城拉票活動》
- 12月15日：黃埔新天地 出席《新城流行超級小巨星》，擔任表演嘉賓
- 12月16日：德福廣場 出席由商業電台舉辦《叱咤我最喜愛歌曲記者招待會》
- 12月16日：皇家太平洋酒店 出席《3 週刊聖誕慈善晚宴》
- 12月17日：香港會議展覽中心 出席《Yahoo! 搜尋人氣大獎2012頒獎典禮》，獲得《人氣票王》,《人氣國語歌曲獎》-全職宅男
- 12月19日：美麗華酒店 出席《RoadShow 記者會》
- 12月21日：葵芳新都會 出席《仁濟慈善SHOW記者會》
- 12月24日：廣東道 出席《玩轉廣東道聖誕Street Party》，擔任表演嘉賓
- 12月27日：香港會議展覽中心 出席《新城勁爆頒獎禮2012》，獲得《新城勁爆新人王創作男歌手》,《超熱捧新星》,《超銷量新星》
- 12月29日：九龍灣國際展貿中心《Neway Music Live x 陳僖儀》(表演嘉賓)
- 12月30日：銅鑼灣維多利亞公園 出席《香港電台工展會活動 》，擔任表演嘉賓
- 12月30日：九龍灣國際展貿中心Music Zone @Emax 出席「NewayMusic Live x 陳僖儀」音樂會，擔任表演嘉賓
- 12月31日：銅鑼灣維多利亞公園 出席《新城勁爆新人王Dream Come True謝票活動》，擔任表演嘉賓
- 12月31日：新蒲崗Mikiki商場 出席《Mikiki 除夕倒數starry party》，擔任表演嘉賓

- 1月1日：香港會議展覽中心 出席《2012年度叱咤樂壇流行榜頒獎典禮》，獲得《叱咤樂壇生力軍男歌手金獎》
- 1月4日：九龍灣國際展貿中心 出席《慈善星輝仁濟夜》，擔任表演嘉賓
- 1月5日：灣仔修頓球場 出席《2012年度灣仔區發展、規劃及道路交通安全嘉年華》，擔任表演嘉賓
- 1月6日：沙田一田百貨 出席《沙田MeeH新店開幕》，擔任剪綵嘉賓
- 1月12日: 拍攝《Fashion & beauty》封面
- 1月12日：青衣城 出席《美酒佳餚會客室 》，擔任表演嘉賓
- 1月13日：無線電視 出席《2012年度十大勁歌金曲頒獎典禮》，獲得《最受歡迎新人（男）獎銅獎》
- 1月16日：香港會議展覽中心 出席《第三屆香港青年毛織設計師大獎賽》，擔任表演嘉賓
- 1月16日：九龍灣國際展貿中心 出席《SINA Music樂壇民意指數頒獎禮2012》，獲得最高收聽率二十大歌曲、合唱歌曲大獎、年度國語歌曲大獎
- 1月19日：科學園 出席《愛在『綠』上蔓延--至叻嚮導終極決賽》，擔任表演嘉賓
- 1月20日：九龍灣國際展貿中心 出席《第三十五屆十大中文金曲頒獎音樂會》，獲得《最有前途新人獎銀獎》
- 1月23日：鰂魚涌 華威酒家 出席《羅力威祝捷會》
- 1月25日：廣西體育中心體育館(南寧) 出席《2012年度音樂先鋒榜頒獎典禮》，獲得《最佳先鋒創作新人歌手》
- 1月27日：新都城1期地下 出席《PanDaDa搖滾「喜」舞迎新歲》，擔任表演嘉賓
- 1月29日：Regal Kowloon Hotel  出席《英皇唱作雙子祝捷會》
- 2月2日：長沙灣The Institue of Culinary Arts 出席《Fujifilm Instax X 羅力威 戀戀情人節蛋糕班》，擔任評審
- 2月6日：出席《騰訊微訪談》
- 2月6日：出席《新浪微訪談》
- 2月6日：出席《KKBOX live chat》
- 2月6日：九龍灣國際展貿中心 出席《合和春茗》，擔任表演嘉賓
- 2月9日：無線電視 播出《TVB新春黃金慶典》，擔任表演嘉賓
- 2月13日：將軍澳POPCORN商場1樓演薈廣場 出席《情人相聚簽唱會》，擔任表演嘉賓
- 2月17日：旺角朗豪坊CD Warehouse 出席《羅力威 L.L.V.II 簽名會》
- 2月20日：無線電視 参與《Big Boy Club》錄影
- 2月20日：無線電視 参與《勁歌金曲》錄影
- 2月23日：帝京酒店 出席《歌迷會成立日三周年紀念活動暨春節聯歡》
- 2月23日：出席《英皇金融春茗》，擔任表演嘉賓
- 2月26日：尖沙咀Heritage 1881 出席《Swarovski 2013春夏系列「熱帶天堂」發佈會》，擔任嘉賓
- 2月26日：九龍灣國際展貿中心 出席《IFPI香港唱片銷量大獎2012》，獲得《IFPI十大銷量國語唱片》、《最暢銷本地男新人》
- 2月27日：無線電視 参與《360°》錄影
- 3月1日：尖沙咀ISQUARE商場 出席《「HKAO雙子情繫大提琴音樂會」記者招待會》
- 3月3日：九龍灣MEGABOX 出席《愛基本法同樂日》，擔任表演嘉賓
- 3月5日：香港仔L HOTEL 出席《「亞洲流行音樂節」記者招待會》
- 3月8日：九龍灣國際展貿中心EMAX 出席《綠綠無窮手作市集及升級再造展覽開幕禮》，擔任嘉賓
- 3月12日：商業電台 出席《「饑饉三十」記者招待會》
- 3月13日：香港會議展覽中心 出席《英皇娛樂及英皇電影2013春茗晚宴》
- 3月17日：廣州國際體藝中心出席《第9屆勁歌王金曲金榜全球華人樂壇音樂盛典》，獲《最佳新人獎》、《勁歌唱作人》
- 3月19日：無線電視 《決戰一分鐘》錄影
- 3月21日：銅鑼灣Hysan One 出席《IT Valentino Event》
- 3月23日：廣州富邦中心 《最新國粵語專輯《LLVⅡ》首場廣州簽唱會》
- 3月31日：伊利沙伯體育館 《HKAO 雙子情繫大提琴 音樂會》
- 4月3日：無線電視 《勁歌金曲》錄影
- 4月6日：香港仔運動場 出席《饑饉三十》，擔任表演嘉賓
- 5月8日：無線電視 参與《勁歌金曲》錄影
- 5月11日：澳門英皇娛樂酒店《澳門The Windsor Music Night》個人迷你音樂會
- 5月22日：無線電視 参與《安樂窩》錄影
- 5月26日：伊利沙伯體育館 《保良局助養兒童誼親日》表演嘉賓
- 6月3日：香港電台 出席《「笑看人生」節目巡禮》
- 6月9日：《【最愛‧羅力威】》2013生日派對 （尖東日航酒店）
- 6月11日：香港會議展覽中心 《新城唱好女皇唱將音樂會》表演嘉賓
- 6月15日：清遠市體育館 《幸福清遠中視香港群星演唱會》表演嘉賓
- 6月22日：澳門英皇娛樂酒店《澳門The Windsor Music Night》個人迷你音樂會
- 7月6日：無線電視 出席《2013勁歌金曲優秀選第一回》
- 7月7日：尖沙咀海港城港威商場 出席《Citizen Event》
- 7月23日：油塘大本型 出席《英皇新秀歌唱大賽2013 Upload成名天下響》記招
- 7月23日：九龍灣國際展貿中心 匯星《SUPERNOVA GRAND FINAL》表演嘉賓
- 7月25日：時代廣場 出席《高達活動》，擔任嘉賓
- 7月27日：澳門英皇娛樂酒店《澳門The Windsor Music Night》個人迷你音樂會
- 7月28日：銅鑼灣維園 出席《「Jade Power Carnival 翡翠動力嘉年華 關心關愛抗乙肝」音樂會》表演嘉賓
- 8月3日：黃埔雷霆保齡 出席《夏日動感の保齡球比賽》
- 8月6日：itune 出席《itune session》錄音
- 8月7日：機場富豪酒店 出席《英皇微電影<<歲月如歌>>》開鏡並記招
- 8月11日：灣仔會議展覽中心 出席《新城國語力頒獎禮 2013》獲獎
- 8月17日：理工大學《O Camp Show》表演嘉賓
- 8月25日：樂富廣場 出席《新城勁爆童星2013總決賽》擔任嘉賓
- 8月27日：伊利沙伯體育館 出席《太陽計劃2013展翅青見夢飛行會》表演嘉賓
- 8月28日：圓方戲院 出席《英皇微電影<<歲月如歌>>》首映禮
- 8月30日：澳門英皇娛樂酒店《澳門The Windsor Music Night》個人迷你音樂會
- 9月2日：圓方戲院 出席《  <<超級經理人>>》首映禮
- 9月4日：伊利沙伯體育館 出席《耆英饑饉8小時》表演嘉賓
- 9月7日：機場富豪酒店 出席《英皇微電影<<歲月如歌>>》開鏡並記招
- 9月9日：灣仔會議展覽中心 出席《 文匯報酒會》
- 9月18日：太古廣場 出席《Harvey Nichols 2013 fall/winter show》
- 9月24日：THE ONE《FASHION & BEAUTY AWARDS》獲獎
- 9月29日：屯門市廣場 出席《健康之星》獲獎
- 10月5日：吉隆坡武吉加里爾太子室內體育館 出席《第13屆全球華語歌曲排行榜頒獎典禮》獲獎
- 10月7日：九龍灣國際展貿中心-匯星《Adidas#unitealloriginals party》
- 10月11日：德福廣場 出席《新城慈善K唱遊2013》表演嘉賓
- 10月15日：香港電台《耆夢傳奇》表演嘉賓
- 10月23日：商業電台《有冇搞錯 好玩大聲叫 2013》
- 10月23日：商業電台《宣傳新歌》
- 10月29日：新城電台《宣傳新歌》
- 11月2日：九龍灣國際展貿中心Music Zone 出席《英皇新秀歌唱大賽2013總決賽》表演嘉賓
- 11月8日：九龍灣國際展貿中心《商台頒獎禮記者招待會》
- 11月9日：九龍灣國際展貿中心 出席《柯尼卡美能達綠色音樂會》表演嘉賓
- 11月9日：TVB將軍澳電視城 出席《勁歌金曲》表演嘉賓
- 11月10日：葵芳新都會《 新城頒獎禮記者會》
- 11月16日：粉嶺遊樂場《禁毒滅罪耀北區2013》表演嘉賓
- 11月17日：屯門時代廣場《2013 樂壇原創歌大熱唱》表演嘉賓
- 11月22日：青年綜藝館 出席《天愛佈道會》表演嘉賓
- 11月23日：東莞石排國際公館《先鋒榜頒獎典記者會》
- 11月23日：屯門黃金泳灘《屯門沙灘節2013》表演嘉賓
- 11月26日：香港電台《香港電台十大中文金曲頒獎音樂會記者會》
- 11月27日：TVB將軍澳電視城 出席《救護精英愛心SHOW 2013》擔任嘉賓
- 11月30日：廣州天河體育館 出席《音樂先鋒榜2013年度頒獎典禮》獲獎
- 12月1日：香港會議展覽中心 出席《Yahoo 人氣大獎 2013 頒獎典禮》獲獎
- 12月4日：TVB將軍澳電視城 出席《勁歌金曲》嘉賓
- 12月5日：TVB將軍澳電視城出席《碟潮360 》表演嘉賓
- 12月7日：TVB將軍澳電視城 出席《<<歡樂滿東華2013>>》表演嘉賓
- 12月8日：將軍澳PopCorn 出席《叱咤5強記招》
- 12月10日：香港會議展覽中心 出席《成報74週年報慶酒會》
- 12月14日：大美督汀角灣燒烤農莊 出席《2013 Adason X’mas BBQ Party》歌迷會活動
- 12月15日：馬鞍山新港城中心 出席《新城拉票活動》
- 12月21日：銅鑼灣維多利亞公園 出席《第48屆工展會 - 80新世代》表演嘉賓
- 12月21日：TVB將軍澳電視城 出席《<<勁歌金曲馬拉松>>》表演嘉賓
- 12月23日：旺角朗豪坊CD Warehouse出席《羅力威--- 創造 The Inventions 新碟銷售會》
- 12月24日：新都會廣場 出席《<<新都會廣場 X 張敬軒 熱唱平安夜 Party>>》表演嘉賓
- 12月26日：香港會議展覽中心 出席《2013 CALVIN SUN CHRISTMAS PARTY》表演嘉賓
- 12月26日：香港會議展覽中心 出席《新城勁爆頒獎禮》獲獎
- 12月28日：將軍澳POPCORN 出席《叱吒樂壇我最喜愛的歌曲營火會》
- 12月28日：九龍灣國際展貿中心 出席《LiveTube 2013壓軸演唱會》表演嘉賓
- 12月31日：新蒲崗Mikiki 出席《Mikiki201314除夕倒數夜》表演嘉賓

- 1月1日：香港會議展覽中心 出席《2013年度叱咤樂壇流行榜頒獎典禮》入圍《最受歡迎男歌手》五強
- 1月7日：機場富豪酒店 出席《保良局新春千歲宴》表演嘉賓
- 1月8日：商業電台 《宣傳大碟》訪問
- 1月11日：新城電台 《宣傳大碟》訪問
- 1月11日：中環歌賦街新店 出席《joyrich event》嘉賓
- 1月19日：紅磡置富都會商場 出席《置富Malls x 2014新年小熊維尼活動》表演嘉賓
- 1月19日：TVB將軍澳電視城 出席《<<勁歌金曲頒獎典禮>>》獲獎
- 1月19日：TVB將軍澳電視城 出席《<<MUSIC CAFE錄影>>》表演嘉賓
- 1月25日：屯門仁愛廣場 出席《<<『資源再循環．社區慶「屯」圓』活動啟動禮 >>》表演嘉賓
- 2月2日：旺角花墟 《行花市》
- 2月8日：粉嶺中心 出席《中西crossover大匯演》表演嘉賓
- 2月8日：皇潮匯 (九龍灣) 出席《歌迷會成立日四周年紀念活動暨春節聯歡》
- 2月9日：荃灣廣場 出席《<< 羅力威<創造>簽唱會>>》
- 2月24日：香港會議展覽中心 出席《<< 英皇春茗晚宴>>》
- 2月28日：深圳洲際大酒店 出席《<<金至尊珠寶春茗晚宴>>》表演嘉賓
- 3月3日：香港洲際大酒店 出席《<<東華三院慈善晚宴>>》表演嘉賓
- 3月4日: 商業電台 《<<今日正節目>>》宣傳演唱會
- 3月5日：黃埔花園 出席《<<Back To Innocent 重回巫啟賢演唱會>>記招》
- 3月13日：九龍灣國際展貿中心 《<< Yahoo音樂瘋投 x 羅力威創造音樂會>>》個人音樂會
- 3月17日：煤氣餐廳 《<< 一圏圏--星味食堂>>》訪問嘉賓
- 3月20日：銅鑼灣WTC MORE 出席《<<"WTC MORE x MeeH happy Easter farm" 開幕禮>>》剪綵嘉賓
- 3月21日：新城電台 出席《<<新城SCHOOL TOUR 記招>>》平和大使
- 3月23日: 一藝谷 《<<來自Sing Con 的他...音樂旅'情'>>》歌迷旅行
- 3月25日：中文大學逸夫書院 出席《<<Faculty of Social Science Singing Contest>>》表演嘉賓
- 3月31日：商業電台 出席《<<拉闊音樂會記招>>》
- 4月2日：文化中心廣場 出席《<<新家園義工團傳愛行動啟動禮>>》
- 4月6日：新光戲院 出席《<<donald棟篤笑>>》客串嘉賓
- 4月10日：某酒店 出席《<<天愛福音碟得IFPI銷售獎慶功>>》
- 4月13日：TVB 播出《<<勁歌金曲>>4月2日錄影》表演嘉賓
- 4月13日：TVB 播出《<<360音樂節目>>》演出嘉賓
- 4月18日：九龍灣國際展貿中心 出席《LiveTube 2014 四月演唱會》表演嘉賓
- 5月2日：理工大學西九龍院校 出席《EEG MUSIC IS LIFE 》表演嘉賓
- 5月3日：沙田石門通利 出席《拉闊音樂會綵排》記招
- 5月6日：香港會議展覽中心 出席《拉闊音樂會2014》演出嘉賓
- 5月15日：官塘學校 出席《校園巡禮推廣「反沉迷賭博」》演出嘉賓
- 5月23日：加拿大 Michael J. Fox Theatre演出《第十八屆加拿大中文歌曲創作大賽（SQ18）》表演嘉賓
- 6月16日：香港港麗酒店 出席《雷霆881命運交響廳”分享會》演出嘉賓
- 6月18日：北京美嘉歡樂影城 出席《微電影「完整愛」首映禮》出席嘉賓
- 6月18日：北京糖果大樓 出席《土豆最LIVE》表演嘉賓
- 6月19日：北京 出席《酷狗星樂坊》《新浪明星暢聊會》《網易娛樂》《京華茶館》宣傳歌曲專訪
- 6月21日：筲箕灣愛東邨露天廣場 出席《「愛滿家園」共融嘉年華》關愛大使
- 6月21日：側魚涌ISLAND 出席《Adason Birthday Party 2014》歌迷互動
- 7月1日：海檳長廊 出席《回歸啟動禮》表演嘉賓
- 7月5日：將軍澳新都城中心 出席《2014世盃8強直播狂歡晚會》表演嘉賓
- 7月6日：深圳沙井京基百納廣場 出席《完整愛--深圳簽售會》宣傳演出
- 7月13日：將軍澳東港城中心 出席《東港城群星玩轉世盃決戰夜》表演嘉賓
- 7月15日：朗豪坊 出席《Avenue 1218 時裝跳舞派對》嘉賓
- 7月16日：無線電視 錄影《勁歌金曲》演出嘉賓
- 7月19日：惠洲佳兆業廣場 出席《完整愛--深圳簽售會》宣傳演出
- 7月21日：香港迪士尼樂園酒店 出席《迪士尼90周年音樂會》記招
- 7月26日：浙江金華市萬達廣場 出席《完整愛--浙江簽售會》宣傳演出
- 7月27日：武漢市武昌區徐東大街歐亞達家居中庭 出席《完整愛--武漢簽售會》宣傳演出
- 8月10日：樂富廣場 出席《：「低碳30」閉幕音樂會》表演嘉賓
- 8月12日：理工大學 – 賽馬會綜藝館亞達家居中庭 出席《Be Shine Be Star 全港慈善歌唱大賽》表演嘉賓
- 8月12日：無線電視 錄影《勁歌金曲》演出嘉賓
- 8月22日：九龍灣國際展貿中心 出席《第一屆粵語歌曲排行榜頒獎禮》領獎
- 8月26日：灣仔會議展覽中心 出席《新城國語力頒獎禮 2014》獲獎
- 9月6日：鑽石山荷里活廣場 出席《月滿歡樂迎中秋》玩遊戲
- 9月12-13日：[] 出席《迪士尼90周年音樂會》表演嘉賓
- 9月24日：東華三院馮黃鳯庭中學 出席《飛躍校園》表演嘉賓
- 9月27日: 廣州上下九路恆寶華庭 出席《夏日繽紛星行動"羅力威明星見面會"》
- 10月1日: 澳門東亞運動會體育館 出席《澳門特別行政區政府國慶體藝匯演》表演嘉賓
- 10月8日：商業電台&香港電台 《宣傳派台歌少年遊》訪問
- 10月9日：新城電台 《宣傳派台歌少年遊》訪問
- 10月10日: 西九龍Sky100 出席《"Plantronics耳機"發布會》簽約代言
- 10月19日: 荃灣城市中心 出席《羅力威照相會》宣傳新歌活動
- 10月25日: 銅鑼灣皇室堡 出席《"Plantronics耳機"發布會》簽約代言
- 10月26日: 旺角大球場 出席《2014香港特區慈善足球邀請賽－特首盃總決賽》表演嘉賓
- 10月27日: 九龍灣國際展貿中心 出席《電影「一個人的武林」首映禮》表演嘉賓
- 11月2日: 荃灣廣場 出席《新城勁爆頒獎禮》記招
- 11月9日: 屯門黃金泳灘 出席《屯門沙灘節》表演嘉賓
- 11月11日: 九龍灣國際展貿中心 出席《 FACE U Star 校花校草決賽騷》表演嘉賓
- 11月12日: 文化中心 出席《「唱開去,毛管戙萬歲!!」叱咤樂壇流行榜頒獎典禮》記招
- 11月16日: 淺水灣 出席《The Hunger Games 3.1 Mockingjay》記招
- 11月22日: 荃灣愉景新城 出席《「道路安全議會第41屆周年暨長者道路安全2014」》表演嘉賓
- 12月6日: 荃灣廣場 出席《新城勁爆頒獎禮》拉票活動
- 12月7日: 將軍澳POP-COM 出席《「唱開去,毛管戙萬歲!!」叱咤樂壇流行榜頒獎典禮》拉票活動
- 12月8日: 灣仔會議展覽中心 出席《Yahoo Asia Buzz Awards 2014》獲獎嘉賓
- 12月14日: 廣州體館 出席《音樂先鋒榜》
- 12月21日: 大嶼山360 出席《昂坪Good Show大激鬥》任評判
- 12月21日: 無線電視城 出席《2014劲歌金曲优秀选第二回》
- 12月23日: 荃灣廣場 出席《慈善星輝仁濟夜》記招
- 12月26日: 灣仔會議展覽中心 出席《新城勁爆頒獎典禮2014》獲獎嘉賓
- 12月28日: 海港城 出席《Timealone EP 簽唱會》
- 12月30日: 千禧新世界香港酒店 出席《勁歌金曲頒獎禮》記招
- 12月31日: 東港城 出席《元旦倒數活動》表演嘉賓

- 1月1日：香港會議展覽中心 《2014年度叱咤樂壇流行榜頒獎典禮》入圍《最受歡迎男歌手》五強
- 1月3日：無線電視廣播城 《慈善星輝仁濟夜》表演嘉賓
- 1月12日：香港灣仔維港峰 《英皇賀年MV拍攝》
- 1月19日：無線電視廣播城 《2014年TVB8金曲榜頒獎典禮》獲頒金曲獎
- 1月21日：無線電視廣播城 《勁歌金曲》演出嘉賓(2.1播出)
- 1月21日：無線電視廣播城 出席《star talk》訪問嘉賓
- 1月24日：H.A.N.D.S商場 出席《叱咤903「咪芝蓮」滋味直播室》
- 1月31日：廣州體育館 《第十屆《勁歌王》金曲金榜全球華人樂壇音樂盛典》獲獎嘉賓
- 2月11日：無線電視廣播城 《保良金羊慶新春》演出嘉賓(2.19播出)
- 2月14日：鑽石山荷利活廣場 《羊羊得意情人節》演出嘉賓
- 3月7日: 皇室婚宴 《羅力威歌迷會成立日五周年紀念活動暨春節聯歡》
- 3月11日: 無線電視廣播城 《IFPI香港銷量唱片大獎2014》得獎嘉賓(3.21播出)
- 3月22日：無線電視廣播城 《勁歌金曲》演出嘉賓(播出)
- 3月23日: 九龍灣國際展貿中心 出席《英皇娛樂15周年慶典》
- 4月1日: 勁歌金曲 演出嘉賓 (4月11日播出)
- 4月20日：打鼓嶺嶺英公立學校 校園活動
- 5月6日：商台 訪問(宣傳歌曲夏之咩)
- 5月9日：The One 出席《冧歌分享會》演出嘉賓
- 5月14日：新城 訪問(宣傳歌曲夏之咩)
- 5月20日：香格里拉酒店出席「2015 香港青年音樂節」新聞發佈會
- 6月2日：香港電台 訪問(宣傳歌曲夏之咩)
- 6月6日：香港會議展覽中心出席「2015 香港青年音樂節」演出嘉賓
- 6月14日：香港九龍貝爾特酒店出席「夏之咩生日派對」
- 6月16日：金鐘海富中心 出席「英皇五星新碟密密送」新碟宣傳活動
- 6月26日：商台 訪問(宣傳EP再生)
- 6月27日：無線電視廣播城 《勁歌金曲》表演嘉賓(播出)
- 6月29日：無線電視廣播城 《star talk》訪問嘉賓(播出)
- 7月4日：無線電視廣播城 《music cafe》表演嘉賓(播出)
- 7月4日: 鑽石山廣場 出席《創作三子音樂匯》演出嘉賓
- 7月10日: 淺水灣the pulse 出席《叱咤樂壇溝埋一齊開show》綵排
- 7月12日: 廣州富邦商場 出席《EP再生簽唱會》
- 7月21日: 黃埔海逸君綽酒店 出席《香港夏日流行音樂節》記招
- 7月26日: 順德鐤泰中心 出席《EP再生簽唱會》
- 7月2日：《樂勢力》表演嘉賓(播出)
- 8月11日：《今日VIP》訪問嘉賓(播出)
- 8月12日：《東張西望》summer pop 玩遊戲(播出)
- 8月12日：《backstage伍仲衡之夜》演出嘉賓
- 8月22日: 澳門威尼斯人金光綜藝館 出席《英皇娛樂十五周年和華麗有約澳門音樂會》演出嘉賓
- 8月24日: 啟德郵輪碼頭 出席《Summer Music Slide the City HONG KONG》演出嘉賓
- 8月30日: 紅磡香港體育館 出席《香港夏日流行音樂節 2015》演出嘉賓
- 9月1日：香港會議展覽中心 《粵語流行歌排行榜頒獎禮》領獎《最受歡迎創作歌手》
- 9月6日: The One 出席《英皇新秀歌唱大賽記者會》宣傳活動
- 10月1日: 澳門東亞運動會體育館 出席《澳門特別行政區政府國慶體藝匯演》演出嘉賓
- 10月8日: 新港中心 出席《「OFF THE WALL」3 週年及心新店開幕禮》剪綵活動
- 10月20日: 青年廣場Y綜合館 出席《英皇新秀歌唱大賽決賽》演出嘉賓
- 11月9日: 上水馬草壟 出席《商業電台叱咤頒獎禮》記者招待會
- 11月11日: 武漢「漢口學院」及「武漢大學」 出席《校園好聲音》評委
- 11月15日: 北京718傳媒文化創意園 出席《QQ音樂現場對決PK》比賽
- 11月21日: 無線電視城 出席《勁歌金曲第二季季選》得獎嘉賓
- 11月26日: 北京金宝大廈 出席《QQ音樂現場對決PK決賽》比賽
- 11月30日: 樂善堂 出席《樂善在商界》演出嘉賓
- 12月4日: 拍攝英皇賀年MV
- 12月5日: 廣州 出席《先鋒音樂榜2015頒獎典禮》獲獎嘉賓
- 12月15日: 九龍灣國際展貿中心 出席《新城勁爆躍進‧創作搶先獎》獲獎嘉賓
- 12月20日: 無線電視廣播城 《2015年勁歌金曲頒獎典禮》獲獎嘉賓
- 12月26日:  灣仔會議展覽中心 出席《新城勁爆頒獎典禮2015》獲獎嘉賓
- 12月31日: 新都城商場 出席《金城狂歡除夕倒數派對》倒數活動

- 1月1日：香港會議展覽中心 《2015年度叱咤樂壇流行榜頒獎典禮》入圍《最受歡迎男歌手》五強
- 1月7日：《英皇慶功宴》
- 1月16日: 無線電視廣播城 《2015年TVB8金曲榜頒獎典禮》獲獎嘉賓
- 1月31日: 無線j2台《安樂蝸》嘉賓
- 2月15日: 舊機場咆道出席《東華慈善嘉年華》宣傳活動
- 3月4日: 舊機場咆道出席《東華慈善嘉年華》同樂日活動
- 3月5日: 九展煌府婚宴專門店出席《第6屆歌迷會會慶》嘉賓
- 3月9日: 西九文化區西九海濱長廊 出席《Doreamon Run》記招
- 3月20日: 西九文化區西九海濱長廊 出席《Doreamon Run》主禮嘉賓
- 4月27日: 商台、港台宣傳新派台歌[眼淚的歌]
- 5月8日: 民生書院出席民生書院90周年演出嘉賓
- 5月12日: 中國好聲音記招
- 6月6日: 民生書院校慶表演
- 6月7日: billborad 訪問
- 6月8日: 九龍灣國際展貿中心 出席《英皇新秀大賽決賽》表演嘉賓
- 6月12日: 觀塘出席《羅力威私人派對》與歌迷慶祝30歲生日
- 6月26日: 出席民生書院90周年校慶
- 7月16日: 美麗華商場《Gimme LiVe2016 音樂派對》表演嘉賓
- 7月31日: 沙田馬場《We like HK 啟動禮》出席嘉賓
- 8月3日: Hopewell商場attheeast 客串演唱
- 8月31日: 將軍澳新都城《咪王爭霸》表演嘉賓
- 9月21日: 旺角朗豪坊《品牌》宣傳活動
- 10月8日: 尖沙咀海港城港威商場《張敬軒VIBES新碟分享會》表演嘉賓
- 10月16日: 東涌舊碼頭《綠色和平獨木舟慈善籌款》支持活動
- 11月6日: 屯門泳灘《屯門沙灘節》表演嘉賓
- 11月14日: 米衛門開幕嘉賓
- 11月19日: 無線電視廣播城出席 《2016年TVB勁歌金曲季選》獲獎嘉賓
- 11月20日: The Pulse淺水灣出席《Charity Bazaar 》嘉賓
- 11月25日: 湖南長沙賀龍體育中心 出席《2016華語金曲音樂會》表演嘉賓
- 12月16日: 廣州體育館 出席《2016勁歌王頒獎典禮》得獎嘉賓
- 12月23日: 無線電視廣播城出席 《2016年TVB勁歌金曲頒獎禮》記者招待會
- 12月31日: 上水廣場 出席《華麗倒數派對》倒數活動

- 1月7日: 無線電視廣播城出席 《2016年TVB勁歌金曲頒獎禮》獲獎嘉賓
- 1月24日: 天水圍出席《雨過天晴看光嘉年華》演出嘉賓
- 4月8日: 出席《成龍獲終身成就獎慶祝晚宴》演唱嘉賓
- 4月29日: Qube Club 出席《第7屆歌迷會會慶》嘉賓
- 5月3日: 《關愛同行新家園》出席嘉賓
- 5月13日: 海港城出席《Joox music section》表演嘉賓
- 5月25日: HMV《HMV play》客串演出
- 5月30日: 沙田城門河《龍舟競渡》參賽者
- 6月3日: 英皇集團中心《芒種市集》表演嘉賓
- 6月5日: time square & harbour city 《bucking》表演嘉賓
- 6月9日: 御苑皇宴 《生日會》
- 6月10日: 山頂廣場花園 《EMM永恆音樂事工步行籌款2017》
- 6月13日: 灣仔會議展覽中心 出席《「關愛同行新家園」慈善晚會，及第三屆會長會就職典禮》
- 6月18日: 無線電視城出席《李克勤演唱會宣傳》
- 6月23日: 旺角中心neway參與《音樂大童xVSMEDIA突擊童你唱》
- 7月8日: 大埔新達廣場出席《音樂大童發佈會》表演嘉賓
- 7月9日: APM出席《TVB Big Big Channel 宣傳》表演嘉賓
- 7月11日: V city 出席《DES放榜加油派對》表演嘉賓
- 7月16日: 紅磡置富都會出席《Monchhichi夏日狂熱派對開幕禮》表演嘉賓
- 7月17日: TVB電視城《超級樂壇全接觸》「超級Chat Room」訪問
- 9月6日: 九龍灣國際展貿中心演出《2017 大金大家庭演唱會》表演嘉賓
- 9月19日: 專訪---招職 封面故事: 尋求一刻的感動

- 9月18日: 美麗華商場出席《購物節啟動禮》表演嘉賓

- 4月24日: 商業電台吒咤樂壇訪問
- 4月29日: 出席 kkbox 一起聽,聽我講日
- 5月2日: 出席CHILLGOOD Youtube Channel 訪問
- 5月3日: 商業電台雷霆881天欣喜歡你節目訪問
- 5月3日: 商業電台天一喜歡你節目訪問
- 5月5日: 新城佑訊台講故事的人節目訪問
- 5月9日: 商業電台吒咤樂壇訪問
- 5月9日: 香港01 youtube channel 訪問
- 5月12日: 商業電台雷霆881一圏圏節目訪問
- 5月15日: MEeeep More Youtube Channel訪問
- 5月28日:  Viu1HK 人物專訪 訪問
- 6月1日: 奧海城 羅力威「打卡」見面會 演唱《悠揚一曲》
- 7月1日: PopWalk PopWalk Summer Music Fiesta 仲夏音樂狂熱
- 7月9日:  RTHK2 晨光第一線 訪問
- 7月11日: 香港電台第一台港識生活館-[故事館]「療傷」的故事 訪問
- 7月18日: RTHK2 晨光第一線 訪問

## 擔任大使

### 2010年
- 香港太平洋獅子會x香港太平洋青年獅子會x青年廣場「智‧創‧傳愛」大使
- 「青春起義2010」大使

### 2011年
- 「無障礙溝通」大使

### 2012年
- 「飛龍騰達 2012 之 Z 世代沒不同」活動宣傳大使
- 「愛心滿東華kickoff event」愛心大使
- 「仁人家園」愛心大使

### 2014年
- 「平和校園」平和大使
- 「愛滿家園」關愛大使

## 品牌代言

### 2014年
- 「Plantronics BackBeat」代言

## 外部連結
- 英皇娛樂 （073121/http://www.eegmusic.com/ 页面存档备份，存于）
- 羅力威Adason Lo官方博客 （054036/http://jacso.hk/adason 页面存档备份，存于）
- 羅力威的新浪微博
- 羅力威的Facebook專頁
- 羅力威的Instagram帳戶
- 羅力威的X（前Twitter）
- 羅力威歌迷會 （144046/http://forum.adasonlo.com/ 页面存档备份，存于）
- 羅力威歌迷會論壇 （121036/http://forum.adasonlo.com/forum/index.php 页面存档备份，存于）
- 百度羅力威吧 （081523/http://tieba.baidu.com/f?ie=utf-8&kw=%E7%BD%97%E5%8A%9B%E5%A8%81&fr=itb_favo&fp=favo 页面存档备份，存于）